# Liste der Kulturdenkmale in Stötteritz, K–P
Die Liste der Kulturdenkmale in Stötteritz enthält die Kulturdenkmale des Leipziger Ortsteils Stötteritz, die in der Denkmalliste vom Landesamt für Denkmalpflege Sachsen mit Stand 2017 erfasst wurden.
Aus Platzgründen ist diese Liste geteilt. In dieser Liste sind die Kulturdenkmale in den Straßen mit den Anfangsbuchstaben K–P erfasst. Die Kulturdenkmale in den Straßen A–J sind in der Liste der Kulturdenkmale in Stötteritz, A–J und in den Straßen Q–Z in der Liste der Kulturdenkmale in Stötteritz, Q–Z aufgeführt.

## Legende
- Bild: Bild des Kulturdenkmals, ggf. zusätzlich mit einem Link zu weiteren Fotos des Kulturdenkmals im Medienarchiv Wikimedia Commons. Wenn man auf das Kamerasymbol klickt, können Fotos zu Kulturdenkmalen aus dieser Liste hochgeladen werden:
- Bezeichnung: Denkmalgeschützte Objekte und ggf. Bauwerksname des Kulturdenkmals
- Lage: Straßenname und Hausnummer oder Flurstücknummer des Kulturdenkmals. Die Grundsortierung der Liste erfolgt nach dieser Adresse. Der Link (Karte) führt zu verschiedenen Kartendiensten mit der Position des Kulturdenkmals. Fehlt dieser Link, wurden die Koordinaten noch nicht eingetragen. Sind diese bekannt, können sie über ein Tool mit einer Kartenansicht einfach nachgetragen werden. In dieser Kartenansicht sind Kulturdenkmale ohne Koordinaten mit einem roten bzw. orangen Marker dargestellt und können durch Verschieben auf die richtige Position in der Karte mit Koordinaten versehen werden. Kulturdenkmale ohne Bild sind an einem blauen bzw. roten Marker erkennbar.
- Datierung: Baubeginn, Fertigstellung, Datum der Erstnennung oder grobe zeitliche Einordnung entsprechend des Eintrags in der sächsischen Denkmaldatenbank
- Beschreibung: Kurzcharakteristik des Kulturdenkmals entsprechend des Eintrags in der sächsischen Denkmaldatenbank, ggf. ergänzt durch die dort nur selten veröffentlichten Erfassungstexte oder zusätzliche Informationen
- ID: Vom Landesamt für Denkmalpflege Sachsen vergebene, das Kulturdenkmal eindeutig identifizierende Objekt-Nummer. Der Link führt zum PDF-Denkmaldokument des Landesamtes für Denkmalpflege Sachsen. Bei ehemaligen Kulturdenkmalen können die Objektnummern unbekannt sein und deshalb fehlen bzw. die Links von aus der Datenbank entfernten Objektnummern ins Leere führen. Ein ggf. vorhandenes Icon  führt zu den Angaben des Kulturdenkmals bei Wikidata.

## Liste der Kulturdenkmale in Stötteritz, K–P
| Bild                                    | Bezeichnung | Lage                                                                             | Datierung | Beschreibung | ID       |
| --------------------------------------- | --- | -------------------------------------------------------------------------------- | --- | --- | -------- |
|                                         | Mietshaus in halboffener Bebauung und in Ecklage | Kärrnerweg 1 (Karte)                                                             | um 1880 (Mietshaus) | sparsam gegliederter Putzbau in historisierenden Formen, Sandsteinelemente, ortsentwicklungsgeschichtliche Bedeutung | 09264841 |
| Direkt Bild zu diesem Denkmal hochladen | Platzanlage | Kolmstraße (Karte)                                                               | 1960er Jahre (Stadtplatz) | Stadtplatz auf einem Teilgelände des ehemaligen Brauereigartens der Gebrüder Ulrich, mit altem wertvollem Gehölzbestand, Wegesystem und abgesenkter Natursteinplattenfläche, Anlage der 1960er Jahre unter Einbeziehung vorhandener Baumbestände, städtebaulich und gartengeschichtlich von Bedeutung | 09304590 |
|                                         | Mietshaus in geschlossener Bebauung und in Ecklage | Kolmstraße 1 (Karte)                                                             | um 1905 (Mietshaus) | mit Laden, Putzfassade zwischen ausklingendem Historismus und Reformstil um 1910, Putzgliederungen, abgeschrägte Ecke mit Erker, Laden, ortsentwicklungsgeschichtliche und baugeschichtliche Bedeutung | 09294794 |
|                                         | Mietshaus in geschlossener Bebauung | Kolmstraße 1a (Karte)                                                            | um 1905 (Mietshaus) | Putzfassade zwischen ausklingendem Historismus und Reformstil um 1910, Putzgliederungen, ortsentwicklungsgeschichtliche und baugeschichtliche Bedeutung | 09294795 |
|                                         | Mietshaus in geschlossener Bebauung | Kolmstraße 3 (Karte)                                                             | um 1900 (Mietshaus) | späthistoristische Klinkerfassade mit kräftigen Kunststeingliederungen, ehemals mit Laden, ortsentwicklungsgeschichtliche und baugeschichtliche Bedeutung | 09294962 |
|                                         | Mietshaus in geschlossener Bebauung | Kolmstraße 5 (Karte)                                                             | um 1900 (Mietshaus) | späthistoristische Klinkerfassade mit Kunststeingliederungen, Tordurchfahrt und alte Werbeschriften im Erdgeschoss, ortsentwicklungsgeschichtliche Bedeutung | 09294376 |
|                                         | Mietshaus in geschlossener Bebauung | Kolmstraße 7 (Karte)                                                             | um 1900 (Mietshaus) | Klinkerfassade in späthistoristischen Formen und teils jugendstiligem Dekor, Kunststeingliederungen, Tordurchfahrt mit originalem Holztor, baugeschichtliche und ortsentwicklungsgeschichtliche Bedeutung | 09264855 |
| Weitere Bilder                          | Mietshaus in geschlossener Bebauung | Kolmstraße 9 (Karte)                                                             | um 1900 (Mietshaus) | Klinkerfassade in späthistoristischen Formen mit Jugendstilanklängen, Kunststeingliederungen, Tordurchfahrt und Laden, ortsentwicklungsgeschichtliche und baugeschichtliche Bedeutung | 09294377 |
|                                         | Mietshaus in geschlossener Bebauung | Kolmstraße 11 (Karte)                                                            | um 1900 (Mietshaus) | späthistoristische Klinkerfassade mit Kunststeingliederungen, Tordurchfahrt mit Holztor in jugendstiligen Formen, ortsentwicklungsgeschichtliche Bedeutung | 09292999 |
|                                         | Mehrfamilienhäuser einer Wohnanlage (Kolmstraße 12, 14,16 und Schlesierstraße 43, 45, 47, 49), mit Vorgärten und Hofgrün | Kolmstraße 12; 14; 16 (Karte)                                                    | 1942 (Wohnanlage) | als über Eck stehende Wohnblöcke errichtete Putzbauten, Sockel und Rahmungen der Hauseingänge in Naturstein, in seiner Gesamtheit gut erhaltenes Zeugnis des sozialen Wohnungsbaues in der NS-Zeit, ortsentwicklungsgeschichtliche, baugeschichtliche und sozialgeschichtliche Bedeutung | 09264745 |
|                                         | Mietshaus in geschlossener Bebauung und in Ecklage | Kolmstraße 13 (Karte)                                                            | 1908–1911 (Mietshaus) | bemerkenswert gestalteter Putzbau im Reformstil um 1910, feinlinige Putzgliederungen, verbrochene Ecke mit Balkonen, ehemals Eckladen, baugeschichtliche und ortsentwicklungsgeschichtliche Bedeutung Denkmaltext Nach Zwangsversteigerung des Eckgrundstückes im Januar 1908 tritt als neuer Eigentümer zunächst der Spar- & Vorschussverein für Reudnitz und Umgegend eGmbH als Bauherr in Erscheinung und beauftragt das Baugeschäft Schlegel und Sohn mit der Ausführung der Entwürfe von F. Otto Gerstenberger. Am 27. Dezember 1909 übernehmen der Baugeschäftsinhaber Ernst Schlegel und der Maurerpolier Karl Friedrich Ernst Schlegel das Bauvorhaben, das 1911 umgesetzt wurde. Der schlichte Putzbau entstand mit verbrochener Ecke an der heutigen Schlesierstraße und drei Wohnungen je Etage. Farbig und in der Struktur recht unterschiedliche Putzpartien gliedern die Fassade, die sich ungewöhnlich modern zeigt, die Ausstattung komplett erhalten (als Besonderheit erwähnenswert die hölzernen Eckschienen im Treppenhaus). LfD/2007 | 09301295 |
|                                         | Mietshaus in geschlossener Bebauung | Kolmstraße 19 (Karte)                                                            | um 1900 (Mietshaus) | Klinkerfassade in Formen des ausgehenden Historismus mit Jugendstileinschlag, Kunststeingliederungen, Tordurchfahrt und ehemals Laden, ortsentwicklungsgeschichtliche und baugeschichtliche Bedeutung | 09264856 |
|                                         | Mietshaus in geschlossener Bebauung | Kolmstraße 21 (Karte)                                                            | um 1900 (Mietshaus) | späthistoristische Klinkerfassade mit Kunststeingliederungen, Tordurchfahrt mit bauzeitlichem Holztor, ortsentwicklungsgeschichtliche und baugeschichtliche Bedeutung | 09264857 |
|                                         | Mietshaus in geschlossener Bebauung | Kolmstraße 23 (Karte)                                                            | bezeichnet 1903 (Mietshaus) | späthistoristische Klinkerfassade mit Kunststeingliederungen, Tordurchfahrt ortsentwicklungsgeschichtliche und baugeschichtliche Bedeutung | 09292997 |
|                                         | Mietshaus in geschlossener Bebauung | Kolmstraße 25 (Karte)                                                            | um 1900 (Mietshaus) | Klinkerfassade in späthistoristischen Formen, Kunststeingliederungen und Tordurchfahrt, ortsentwicklungsgeschichtliche Bedeutung | 09292998 |
| Direkt Bild zu diesem Denkmal hochladen | Ehemaliges Altenheim, heute Wohnhaus, mit seitlichem Anbau und Garten | Kolmstraße 26 (Karte)                                                            | 1934–1935 (Altenheim) | Putzbau mit Klinkerverkleidung im Erdgeschoss, einachsige Vorlage mit Austritten, Grundstück auf Teilgelände des ehemaligen Brauereigartens Gebrüder Ulrich mit altem Gehölzbestand, ortsentwicklungsgeschichtlich, sozialgeschichtlich und baugeschichtlich von Bedeutung | 09264858 |
|                                         | Wohnanlage, bestehend aus vier Mehrfamilienhäusern | Kolmstraße 27; 29; 31; 33 (Karte)                                                | um 1930 (Wohnanlage) | leicht variierende Putzbauten in typischer Gestaltung um 1930, Anklänge des Neuen Bauens, vertikal betonte Treppenhäuser, flankiert von Loggien, Sockel und Rahmungen der Eingänge in Klinker, bei Nummer 27 Tordurchfahrt, Zeugnis des sozialen Wohnungsbaues in der Weimarer Republik, | 09264859 |
|                                         | Mietshaus in geschlossener Bebauung | Kommandant-Prendel-Allee 84 (Karte)                                              | um 1930 (Mietshaus) | vom Neuen Bauen beeinflusster Putzbau mit Klinkergliederungen, seitlich des leicht überhöhten Treppenhauses Loggien, ortsentwicklungsgeschichtliche und baugeschichtliche Bedeutung | 09264842 |
| Weitere Bilder                          | Altenheim, bestehend aus drei Gebäuden mit Verbindungsbauten sowie Einfriedung und Reste der Gartenanlage mit Obstgarten | Kommandant-Prendel-Allee 85 (Karte)                                              | 1911–1913 (Altenheim) | schlossartige, barockisierende Anlage über u-förmigem Grundriss, Putzbauten mit Mansarddächern, auf dem Hauptgebäude Dachreiter mit Uhr, Verbindungsbauten ursprünglich eingeschossig, gemauerte Einfriedung mit Zaunsfeldern im oberen Teil, Bogendurchgänge, Anlage im Reformstil gestaltet, Architekt: Stadtbaurat Hugo Licht, ortsentwicklungsgeschichtliche, baugeschichtliche, baukünstlerische, sozialgeschichtliche und städtebauliche Bedeutung | 09264843 |
|                                         | Mietshaus in geschlossener Bebauung | Kommandant-Prendel-Allee 86 (Karte)                                              | 1913 (Mietshaus) | Putzfassade im Reformstil um 1910, Kunststeingliederungen, zwei Erker, dazwischen Loggien, teilweise ausgebautes Dach, ortsentwicklungsgeschichtliche und baugeschichtliche Bedeutung | 09264844 |
|                                         | Wohnhaus in offener Bebauung, mit Einfriedung und Vorgarten | Kommandant-Prendel-Allee 87a (Karte)                                             | um 1930 (Wohnhaus) | kubischer Bau zwischen Tradition und Moderne, Putzfassaden mit Sockel und Haustürrahmung in Klinker, ortsentwicklungsgeschichtliche und baugeschichtliche Bedeutung | 09262879 |
|                                         | Wohnanlage (Gletschersteinstraße 25, 27, Kommandant-Prendel-Allee 88, 90 und Lausicker Straße 50, 52, 54, 56, 58, 60), mit Vorgärten an der Lausicker Straße und Hofpflaster | Kommandant-Prendel-Allee 88; 90 (Karte)                                          | 1929 (Wohnanlage) | in Blockrandbebauung errichtete, zeittypische Putzbauten mit farbiger Putzgliederung, sparsame Klinkerelemente, gestaffelte Hauptfront zur Lausicker Straße mit durch Hecken und Steineinfassungen umgrenzten Vorgärten, Tafel an Lausicker Straße 50 verweist auf Bauverein zur Beschaffung preiswerter Wohnungen in Leipzig, die Häuser in den beiden anderen Straßen teils mit Erkern, Zeugnis des sozialen Wohnungsbaues in der Weimarer Republik, ortsentwicklungsgeschichtliche, baugeschichtliche und sozialgeschichtliche Bedeutung | 09264885 |
|                                         | Wohnhaus in offener Bebauung mit Vorgarten | Kommandant-Prendel-Allee 89 (Karte)                                              | 1927 (Einfamilienhaus) | zweiteiliger Putzbau mit Klinkergliederungen, straßenseitig turmartiger Kopfbau im Stil des Neuen Bauens, abgewandter, etwas älterer Gebäudeteil mit Satteldach, ortsentwicklungsgeschichtliche und baugeschichtliche Bedeutung | 09262880 |
|                                         | Wohnhaus in offener Bebauung, mit Vorgarten und Einfriedung | Kommandant-Prendel-Allee 89a (Karte)                                             | um 1935 (Wohnhaus) | Putzbau in den traditionellen Formen der 1930er Jahre, akzentuierende Natursteingliederungen, ortsentwicklungsgeschichtliche und baugeschichtliche Bedeutung | 09262881 |
|                                         | Mietshaus in geschlossener Bebauung | Kommandant-Prendel-Allee 90a (Karte)                                             | um 1930 (Mietshaus) | Putzbau mit Anklängen an die Moderne der 1920er Jahre, Sockel und Haustürrahmung in Klinker, überhöhtes Treppenhaus, flankiert von zwei Erkern, zeittypische Horizontalgliederung durch in Farbe und Struktur voneinander abgesetzte Putzstreifen, ortsentwicklungsgeschichtlich und baugeschichtliche Bedeutung | 09264847 |
|                                         | Wohnhaus mit Einfriedung und Vorgarten | Kommandant-Prendel-Allee 91 (Karte)                                              | um 1935 (Wohnhaus) | Putzbau in den traditionellen Formen der 1930er Jahre, ortsentwicklungsgeschichtliche und baugeschichtliche Bedeutung | 09262882 |
|                                         | Wohnhaus mit Einfriedung und Vorgarten | Kommandant-Prendel-Allee 91a (Karte)                                             | um 1930 (Wohnhaus) | Putzbau mit Putz- und Klinkergliederungen, straßenseitig prägnanter Treppenhausrisalit, Schmuckelemente im Art déco, ortsentwicklungsgeschichtliche und baugeschichtliche Bedeutung | 09262883 |
|                                         | Mietshaus in geschlossener Bebauung | Kommandant-Prendel-Allee 92 (Karte)                                              | um 1915 (Mietshaus) | asymmetrisch gegliederte Putzfassade im Reformstil um 1910/15, seitlich angeordnetes Zwerchhaus, ortsentwicklungsgeschichtliche und baugeschichtliche Bedeutung | 09262892 |
|                                         | Doppelmietshaus in offener Bebauung mit Vorgarten | Kommandant-Prendel-Allee 93; 95 (Karte)                                          | um 1925 (Doppelmietshaus) | Putzfassade mit teils farbig abgesetzten Putzgliederungen und Art-déco-Schmuck, ortsentwicklungsgeschichtliche und baugeschichtliche Bedeutung | 09262884 |
| Weitere Bilder                          | Mietshaus in geschlossener Bebauung | Kommandant-Prendel-Allee 94 (Karte)                                              | um 1930 (Mietshaus) | Putzbau mit Anklängen des Neuen Bauens, Sockel und Haustürrahmung in Klinker, überhöhtes Treppenhaus, flankiert von Erkern und Dachausbauten, teils schlichte Putzfaschen (vgl. Kommandant-Prendel-Allee 98, 100, 102), ortsentwicklungsgeschichtliche und baugeschichtliche Bedeutung | 09264848 |
|                                         | Mietshaus in geschlossener Bebauung | Kommandant-Prendel-Allee 96 (Karte)                                              | um 1915 (Mietshaus) | gliederungsreicher Putzbau im Reformstil um 1910/15, Sockel und Haustürrahmung in Kunststein, Putzgliederungen und Putzdekor, zwei durch Loggien verbundene Erker, seitliches Zwerchhaus, Hausdurchfahrt, ortsentwicklungsgeschichtliche und baugeschichtliche Bedeutung | 09264845 |
|                                         | Mietshaus in offener Bebauung und in Ecklage, mit Vorgarten und Einfriedung | Kommandant-Prendel-Allee 97 (Karte)                                              | um 1925 (Mietshaus) | Putzbau in charakteristischen Formen der 1920er Jahre, Horizontalgliederung durch in Farbe und Struktur voneinander abgesetzte Putzstreifen, mittig angeordnetes Treppenhaus, flankiert von erkerartigen Vorbauten (vgl. Kommandant-Prendel-Allee 103/105, 107/109 und 111/113), ortsentwicklungsgeschichtliche und baugeschichtliche Bedeutung | 09264846 |
|                                         | Mietshaus in geschlossener Bebauung | Kommandant-Prendel-Allee 98 (Karte)                                              | um 1930 (Mietshaus) | Putzbau mit Anklängen des Neuen Bauens, Sockel und Haustürrahmung in Klinker, überhöhtes Treppenhaus, flankiert von Erkern und Dachausbauten, teils schlichte Putzfaschen (vgl. Kommandant-Prendel-Allee 94, 100, 102), ortsentwicklungsgeschichtliche und baugeschichtliche Bedeutung | 09304854 |
|                                         | Wohnhaus mit Einfriedung und Vorgarten | Kommandant-Prendel-Allee 99 (Karte)                                              | um 1925 (Wohnhaus) | Putzbau in den traditionellen Formen der 1920er Jahre, Pilastergliederung, halbrunder Treppenhausvorbau mit Haustürrahmung in Klinker, ortsentwicklungsgeschichtliche Bedeutung | 09290852 |
|                                         | Mietshaus in geschlossener Bebauung | Kommandant-Prendel-Allee 100 (Karte)                                             | um 1930 (Mietshaus) | Putzbau mit Anklängen des Neuen Bauens, Sockel und Haustürrahmung in Klinker, überhöhtes Treppenhaus, flankiert von Erkern und Dachausbauten, teils schlichte Putzfaschen (vgl. Kommandant-Prendel-Allee 94, 98, 102), ortsentwicklungsgeschichtliche und baugeschichtliche Bedeutung | 09304855 |
|                                         | Wohnhaus mit Garten und Pfeiler der Einfriedung | Kommandant-Prendel-Allee 101 (Karte)                                             | 1934 (Wohnhaus) | kubischer Putzbau in den traditionellen Formen der 1930er Jahre, akzentuierende Klinkerelemente und Ziergitter, runder Eckerker, ortsentwicklungsgeschichtliche und baugeschichtliche Bedeutung Denkmaltext Herr Bankprokurist Wiedemann verkaufte Bauland an den Kaufmann Arno Gundermann, der sich dem entwerfenden Architekten Walter Haedrich und dem ausführenden Baumeister Otto Götz des Baugeschäfts Ernst Beck versicherte: 1934 entstand ein komfortables zweigeschossiges Einfamilienwohnhaus auf einer Eisenbeton-Plattengründung. Im Kellergeschoss wurden vorgesehen Waschküche, Vorratsräume, Heizanlage und Garage, in den Obergeschossen die Wohn- und Funktionsräume sowie unterm Dach ein Mädchen- und ein Fremdenzimmer. Unter dem recht hohen, ziegelgedeckten Pyramidendach eine zeittypische Putzfassade mit Gliederung durch verschiedene Fensterformate, einen kleinen Standerker an der Nordwestseite, einer vorkragenden Betonplatte über dem Hauseingang. Zu den originalen Elementen gehören u. a. qualitätvolle Fenster- und Türgitter. Die Klinkerpfeiler der ursprünglichen Einfriedung sind erhalten (anstelle der Zaunfelder Mauer aus Betonformsteinen). Der Garten zeigt Reste der ursprünglichen Gestaltung (Plattenwege in Hausnähe, Terrassierung mit Trockenmauern zwischen Vorgarten und Garten). Ein Schwimmbecken mit Natursteinumrandung, damit verbundene Veränderungen der Wege- und Platzflächen (kleinformatige Natursteinplatten) auf der Rückseite des Hauses sowie jüngerer Gehölzbestand überlagern als zweite, auch qualitätvolle Gestaltungsschicht, das Original. Der Vorgarten ist durch das Einschütten der Zufahrt zur Garage im Keller und die Einordnung einer Garage an der südwestlichen Grenze gestört. Baugeschichtliches Zeugnis für privaten Wohnungsbau in den 1930er Jahren. LfD/2012 | 09264833 |
|                                         | Mietshaus in geschlossener Bebauung | Kommandant-Prendel-Allee 102 (Karte)                                             | um 1930 (Mietshaus) | Putzbau mit Anklängen des Neuen Bauens, Sockel und Haustürrahmung in Klinker, überhöhtes Treppenhaus, flankiert von Erkern und Dachausbauten, teils schlichte Putzfaschen (vgl. Kommandant-Prendel-Allee 94, 98, 100), ortsentwicklungsgeschichtliche und baugeschichtliche Bedeutung | 09304856 |
|                                         | Doppelmietshaus in offener Bebauung mit Vorgarten und Einfriedung | Kommandant-Prendel-Allee 103; 105 (Karte)                                        | um 1925 (Doppelmietshaus) | Putzbau in charakteristischen Formen der 1920er Jahre, Horizontalgliederung durch breite Putzbänder, straßenseitig erkerartige Vorbauten (vgl. Kommandant-Prendel-Allee 97, 107/109 und 111/113), ortsentwicklungsgeschichtliche und baugeschichtliche Bedeutung | 09290865 |
|                                         | Mietshaus in geschlossener Bebauung | Kommandant-Prendel-Allee 104 (Karte)                                             | um 1930 (Mietshaus) | symmetrisch unterteilte Putzfassade in typischer Gestaltung um 1925/30, farbige Putzgliederung, zwei Erker und breiter Dachaufbau, ortsentwicklungsgeschichtliche und baugeschichtliche Bedeutung | 09264849 |
|                                         | Wohnhaus in halboffener Bebauung mit Einfriedung und Garten mit Gartenhaus, Weinkeller nebst Zugangstreppen, Brunnenschale und Handschwengelpumpe, heute Zweigstelle des St. Elisabeth-Krankenhauses | Kommandant-Prendel-Allee 106 (Karte)                                             | bezeichnet 1924 (Wohnhaus) | reizvoller Putzbau mit Kunststeingliederung in Formen des Art déco, über Hauseingang reich geschmückter Erker, ehemaliges Wohnhaus von Gottfried Benn, ortsentwicklungsgeschichtliche, baugeschichtliche und personengeschichtliche Bedeutung | 09264850 |
|                                         | Doppelmietshaus in offener Bebauung mit Vorgarten und Einfriedung | Kommandant-Prendel-Allee 107; 109 (Karte)                                        | um 1925 (Doppelmietshaus) | Putzbau in charakteristischen Formen der 1920er Jahre, Horizontalgliederung durch breite, geriffelte Putzbänder, straßenseitig erkerartige Vorbauten (vgl. Kommandant-Prendel-Allee 97, 103/105 und 111/113), ortsentwicklungsgeschichtliche und baugeschichtliche Bedeutung | 09264851 |
|                                         | Wohnanlage, bestehend aus vier Mehrfamilienhäusern (Gletschersteinstraße 30, Gletschersteinstraße 53, Kommandant-Prendel-Allee 110, 110a mit Wachauer Straße 8 und Mauersbergerstraße 2a, 2b), mit Einfriedung, Vorgärten und Mietergärten | Kommandant-Prendel-Allee 110; 110a (Karte)                                       | 1923 (Gletschersteinstraße 23), 1930 (Mauersbergerstraße 2, 2a) | Wohngebäude in offener Bebauung, großzügig eingebettet in Grünbereiche von Vor- und Mietergärten, Putzbauten mit Putzgliederungen und Art-déco-Schmuck, teils Erker mit Holzelementen, einst für Professoren der Leipziger Universität errichtet und städtebauliches Bindeglied zwischen umliegender Villen- und Blockrandbebauung, in den Mietergärten Reste des historischen Obstbaumbestandes, im Gartenareal zwischen Kommandant-Prendel-Allee 110/110a und Gletschersteinstraße 53 Wäschtrockenplatz, ortsentwicklungsgeschichtlich, sozialgeschichtlich und baugeschichtlich von Bedeutung | 09264802 |
|                                         | Doppelmietshaus in offener Bebauung mit Vorgarten und Einfriedung | Kommandant-Prendel-Allee 111; 113 (Karte)                                        | um 1925 (Doppelmietshaus) | Putzbau in charakteristischen Formen der 1920er Jahre, Horizontalgliederung durch breite, geriffelte Putzbänder, straßenseitig erkerartige Vorbauten (vgl. Kommandant-Prendel-Allee 97, 103/105 und 107/109), ortsentwicklungsgeschichtliche und baugeschichtliche Bedeutung | 09264853 |
|                                         | Wohnhaus in offener Bebauung mit Einfriedung und Garten | Kommandant-Prendel-Allee 116 (Karte)                                             | 1934–1935 (Wohnhaus) | ansprechender Putzbau mit Klinkergliederungen in typischen Formen um 1930, baugeschichtliche und ortsentwicklungsgeschichtliche Bedeutung Denkmaltext 1932 erhielt der Architekt und Baumeister Max Theuerkorn die Baugenehmigung zur Errichtung eines Wohnhauses, das im Kellergeschoss Büroräume enthalten sollte. Der Bauausführung allerdings erst 1934/35. Das dreigeschossige Gebäude steht von der Straße eingerückt auf einem Gartengrundstück. Es handelt sich um einen kubischen Putzbau mit Klinkergliederungen und hohem Walmdach, dessen Erscheinungsbild durch das seitlich angefügte und über die Traufe reichende Treppenhaus, die Vorlage an der Straße sowie runde Ausbauten an den Erdgeschossecken bereichert wird. In den senkrechten Klinkerstreifen zwischen den Fenstern, an der Türrahmung und am Traufgesims verschiedene Ornamente durch Steinversatz. Hervorhebenswert ist das in der originalen Ausstattung erhaltene Treppenhaus (Holztreppe, farbige Bleiglasfenster, Fliesen und Wohnungstüren). Vom Garten ist der hintere Bereich in historischen Strukturen erhalten, dabei der alte Gehölzbestand hervorhebenswert. Mit seiner sachlichen und zweckdienlichen, im Detail auch gefälligen Gestaltung ist der Bau ein anschauliches Zeugnis für den privaten Wohnungsbau um 1930. Interessant sind die noch vorhandenen Einflüsse der Moderne der 1920er Jahre. Unter diesen Aspekten erlangt das Objekt baugeschichtliche Bedeutung. Zudem verweist es auf die Bauentwicklung von Stötteritz in dieser Zeit und verkörpert dadurch auch einen ortsentwicklungsgeschichtlichen Aussagewert. LfD/2013 | 09264854 |
| Direkt Bild zu diesem Denkmal hochladen | Sachgesamtheit Wohnsiedlung Kurt-Huber-Weg, bestehend aus 13 Wohnhäusern (Nr. 1, 5/7, 6, 8/10/12/14, 9/11/13/15, 18/20) als Einzeldenkmale (siehe dazu auch Einzeldenkmalliste Obj. 09261926), vier Wohnhäusern (Nr. 2/4, 3, 6), mit Schmuckplatz sowie Resten der Einfriedungen, Vorgärten und Gärten mit Obstgehölzen als Sachgesamtheitsteile                                                        | Kurt-Huber-Weg 1; 2; 3; 4; 5; 6; 7; 8; 9; 10; 11; 12; 13; 14; 15; 18; 20 (Karte) | 1926–1928 (Siedlung) | Zeugnis der Gartenstadtbewegung, gartengeschichtlich und architekturgeschichtlich sowie ortsentwicklungsgeschichtlich von Bedeutung | 09304633 |
| Direkt Bild zu diesem Denkmal hochladen | Einzeldenkmale der Sachgesamtheit Wohnsiedlung Kurt-Huber-Weg: 13 Wohnhäuser (Nr. 1, 5/7, 8/10/12/14, 9/11/13/15, 18/20), siehe auch Sachgesamtheitsliste Obj. 09304633 | Kurt-Huber-Weg 1; 5; 7; 8; 9; 10; 11; 12; 13; 14; 15; 18; 20 (Karte)             | 1926–1928 (Wohnhaus) | traditionell gestaltete Putzbauten, teils als Doppelwohnhaus entworfen, teils als Viererreihenhaus errichtet, abwechslungsreiche Baukörpergestaltung durch Vor- und Anbauten, Belebung des Fassadenbildes durch Fensterläden, Zeugnisse der Siedlungsarchitektur der 1920er Jahre unter dem Einfluss der Gartenstadtbewegung, ortsentwicklungsgeschichtlich und baugeschichtlich von Bedeutung | 09261926 |
| Direkt Bild zu diesem Denkmal hochladen | Wohnhaus in offener Bebauung und in Ecklage, mit Garten | Kurt-Huber-Weg 24 (Karte)                                                        | 1935–1936 (Wohnhaus) | Putzbau in den traditionellen Formen der 1930er Jahre, Hauseingang mit Klinkerrahmung, weitere Akzente durch Ziergitter, baugeschichtliche Bedeutung Denkmaltext Im August 1935 erging Bauantrag für ein Zweifamilienwohnhaus im Auftrag von Emma Marie Schmidt durch den Architekten Hermann Jurisch, am 14. Januar 1936 erfolgte die Schlussprüfung für das vom Baugeschäft Karl Lampe ausgeführte Haus. 1971 wurde die im Februar 1936 gestellte Einfriedung erneuert. Das zweigeschossige Gebäude auf dem gut 400 m² großen Grundstück auf Thonberger Flur und in Ecklage Holzhäuser Straße erhielt eine Putzfassade über Kachelsockel, der Hauseingang eine dem Stilempfinden der 1930er Jahre entsprechende Klinkerrahmung. Garage und Waschküche wurden im Kellergeschoss untergebracht, auf der sonnenbeschienenen Seite einen Erker mit Balkon. Original erhalten sind neben der Haustür auch die zeittypischen eisernen Gitter am Austritt und an einigen Fenstern. Umliegender Garten als Nebenanlage, zum Bestand gehören ein Baumpaar (2 Blaufichten vor der Terrasse) und ein Solitärbaum (1 Blaufichte) mit Wirkung zum Straßenraum sowie Obstbäume. Baugeschichtlich von Bedeutung. LfD/2012 | 09261936 |
| Weitere Bilder                          | Gasthof mit Ballsaal | Lange Reihe 6 (Karte)                                                            | um 1840 (Gasthof), 1866 (Saal) | traufständiger Putzbau mit Krüppelwalmdach, rückwärtig Saalanbau mit Orchesterbühne und Empore, ortsgeschichtliche, kulturgeschichtliche und baugeschichtliche Bedeutung Denkmaltext 1863 wurde ein Antrag für den Bau einer überdachten Kegelbahn und eines Kegelhauses gestellt – das Gasthaus ist auf den Plänen bereits eingezeichnet. Drei Jahre später, im Januar 1866, beabsichtigt Gasthofbesitzer Heinrich Wilhelm Müller einen Tanzsaal direkt an das in der damaligen Mittelstraße liegendem vermutlich um 1840 entstandene „alte Wohnhaus“ anzubauen und beauftragte mit der Ausführung den Maurermeister F. Itzinger (auch Entwurf) sowie den Zimmermeister W. Lindner. Einhergehend mit dem Wechsel der Eigentümer sowie geänderten Bedürfnissen der Gäste sind Um- und Ausbauten – der Anbau einer Veranda 1883 beispielsweise oder 1888 die Errichtung einer Musikhalle mit Kolonnade – archivalisch nachweisbar. Im November 1975 konnte ein Projekt „Komplexe Instandsetzung“ für das nunmehrige Klubhaus der Fernmeldewerker „Lange Reihe“ im Auftrag des VEB RFT Fernmeldewerk Leipzig vorgelegt werden, Ende 1992 Erteilung der Baugenehmigung für Umbauten in Gaststätte und Saal, der letzte Bauantrag für Veränderungen 1998. Das biedermeierliche, traufständige Gasthaus mit Putzfassade und Krüppelwalmdach besaß ehemals neben einer Gaststube und Fremdenzimmern selbstredend Wohnräume des Wirtes. Über einen Korridor wurde später das angebaute Saalgebäude erschlossen, in dem Funktionsräume wie Garderobe, Küche (Lage ist am Schornstein ablesbar), Speisekammer, ebenso aber nun ein Speisesaal und Herbergszimmer eingerichtet waren. An der Stirnwand des durch umlaufende Emporen geprägten (Tanz-)Saales liegen die Bühne mit Halbrundschluss, Künstlergarderoben, Nebenräume und Toiletten. An der Fassade, die wohl wegen der rückwärtigen Lage wenig spektakulär zu nennen ist, verraten einzig die rundbogigen Fensterreihen, welches Kleinod der Fest- und Feierkultur eines ehemaligen Leipziger Vorortes hier erhalten geblieben ist. LfD/2007 | 09301102 |
|                                         | Mietshaus in ehemals geschlossener Bebauung mit Hinterhaus | Lange Reihe 10 (Karte)                                                           | um 1895 (Mietshaus) | späthistoristische Klinkerfassade mit Kunststein- und Klinkergliederungen, Balkone mit schönen schmiedeeisernen Gittern, Tordurchfahrt und Laden, Hinterhaus Putzbau, ortsentwicklungsgeschichtliche und baugeschichtliche Bedeutung | 09264860 |
|                                         | Mietshaus in geschlossener Bebauung und in Ecklage | Lange Reihe 11 (Karte)                                                           | 1910 (Mietshaus) | Putzbau mit Kunststeingliederungen, jugendstilige Schmuckformen, Eckbetonung durch Erker mit Schweifhaube, Laden, ortsentwicklungsgeschichtliche und baugeschichtliche Bedeutung | 09264861 |
|                                         | Mietshaus in geschlossener Bebauung und in Ecklage | Lange Reihe 11a (Karte)                                                          | um 1910 (Mietshaus) | Putzfassade mit stilisiertem Putzdekor, türmchenartig überhöhter Eckerker, Eckladen, ortsentwicklungsgeschichtliche und baugeschichtliche Bedeutung | 09299321 |
|                                         | Mietshaus in ehemals geschlossener Bebauung, mit Waschhaus im Hof | Lange Reihe 13 (Karte)                                                           | um 1905 (Mietshaus) | Putzfassade in Formen des ausklingenden Historismus mit Jugendstileinschlag, Putz- und Kunststeingliederungen, Hausdurchgang und Laden, ortsentwicklungsgeschichtliche und baugeschichtliche Bedeutung | 09262748 |
|                                         | Mietshaus in geschlossener Bebauung (bauliche Einheit mit Ferdinand-Jost-Straße 43) | Lange Reihe 16 (Karte)                                                           | 1910–1912 (Mietshaus) | Klinkerfassade mit Kunststeingliederungen, Dekor in Formen des Jugendstils und der Reformarchitektur um 1910, ortsentwicklungsgeschichtliche und baugeschichtliche Bedeutung | 09264863 |
|                                         | Mietshaus in geschlossener Bebauung | Lange Reihe 21 (Karte)                                                           | 1912–1914 (Mietshaus) | reduzierte Putzfassade, ursprünglich wohl akzentuierender Putzdekor (vgl. Lange Reihe 23, 25, 31, 33, 35), Eckerker mit geschwungener Haube, ortsentwicklungsgeschichtliche und baugeschichtliche Bedeutung Denkmaltext Gemeinsam mit Haus Lange Reihe Nummer 33 klammert das Wohngebäude eine Häuserreihe, die, zurückgesetzt vom Straßenraum, mit Einfriedungen versehene Vorgärten sowie mosaiksteingepflasterte Zugänge besitzt. Markant fallen die Eckerker an den beiden oberen Etagen der beiden Häuser ins Auge. Nummer 21 entstand 1913 bis 1914 für das Ehepaar Arthur und Anna Vieweg nach Plänen des Architekten Ernst Steinkopf. Dieser legte der Baubehörde bereits 1912 eine Gesamtkonzeption und Fassadenabwicklung für eine kleine Wohnanlage an der damaligen Mittelstraße vor (Nrn. 21 bis 35). Mit der Ausführung des Hauses wurde Paul Schubert betraut, eine Hofbebauung wegen des nicht besonders tiefen Grundstücks behördlicherseits für alle Zeiten ausgeschlossen. Neben dem wenig akzentuierten Hauseingang liegen beiderseits kleine Läden mit angrenzenden Wohnräumen, in den oberen Geschossen jeweils zwei Wohnungen. Gestaltungsmerkmale sind ein solider Sockel aus Beton-Kunststein, ein profiliertes Sohlbankgesims im 1. Obergeschoss, der erwähnte Eckerker und eine Betonung der linken Fensterachse in den beiden oberen Etagen. Verloren sind einige Reliefplatten aus Kunststein und die Hauseingangstür, der Eckturm über dem Erker ist etwas verändert. Hingegen erhalten sind Teile der soliden Ausstattung. Baugeschichtlicher und ortsentwicklungsgeschichtlicher Wert. LfD/2019 | 09296833 |
|                                         | Mietshaus in geschlossener Bebauung mit Vorgarten und Einfriedung | Lange Reihe 23 (Karte)                                                           | 1913–1914 (Mietshaus), 1914 (Einfriedung) | Putzfassade mit Putzgliederungen im Reformstil um 1910 (vgl. Lange Reihe 21, 25, 31, 33, 35), ortsentwicklungsgeschichtliche und baugeschichtliche Bedeutung Denkmaltext Ernst Steinkopf, Architekt und Baumeister in Leipzig-Gohlis, übernahm den Planungsauftrag für den Mietwohnungsbau des Möbelhändlers Arthur Vieweg und dessen Ehefrau Carola Agnes Anna Vieweg als Bauherrenschaft. Paul Schubert aus Mockau wurde die Ausführung des viergeschossigen und acht Fensterachsen zählenden Hauses übertragen. Bedingung für die Ausreichung der behördlichen Genehmigung war die Erklärung, „den Hof des vorgenannten Grundstücks dauernd unbebaut zu lassen“. Vor dem Gebäude war eine Rasenfläche (bzw. Vorgarten) anzulegen. Der Bauantrag datiert vom 31. Oktober 1913, das Protokoll der Schlussprüfung vom 17. September des Folgejahres. Im Sommer 2000 wurde die denkmalschutzrechtliche Genehmigung für Sanierungsarbeiten erteilt. In einer jeden Etage konnten zwei Wohnungen mit drei Zimmern, Küche und Flur abgemietet werden, die Waschküche lag im Keller. Sparsam wurden flache Dekorationen aus Mörtel auf die Putzfassade gesetzt, die Sohlbänke der ersten Etaga als profiliertes Band durchgezogen. Eine zweifarbige Mosaiksteinpflasterung des Zugangsweges führt zum mittig eingeordneten Hauseingang, der mit halbrundem Oberlicht und abgeschrägter Portalrahmung recht aufwändig gestaltet ist. Die Kunststeinformteile der Vorgarteneinfriedung aus dem Jahr 1914 sind teilweise erhalten. Für das Gebäude besteht ein baugeschichtlicher und ortsentwicklungsgeschichtlicher Wert. LfD/2019 | 09264865 |
|                                         | Mietshaus in geschlossener Bebauung | Lange Reihe 24 (Karte)                                                           | um 1905 (Mietshaus) | Klinker-Putz-Fassade in Formen des ausklingenden Historismus mit jugendstiligem Einschlag, Laden, ortsentwicklungsgeschichtliche Bedeutung | 09262750 |
|                                         | Mietshaus in geschlossener Bebauung mit Einfriedung und Vorgarten | Lange Reihe 25 (Karte)                                                           | 1913–1914 (Mietshaus) | Putzfassade im Reformstil um 1910, sparsamer Putzdekor (vgl. Lange Reihe 21, 23, 31, 33, 35), ortsentwicklungsgeschichtliche und baugeschichtliche Bedeutung Denkmaltext Pläne für das Haus fertigte der Baumeister und Architekt Ernst Steinkopf im Auftrag von Arthur und Anna Vieweg im Jahr 1912, die behördliche Antragstellung erfolgte Ende Mai 1913. Zuvor war eine Erklärung zu unterzeichnen, „den Hof des vorgenannten Grundstücks dauernd unbebaut zu lassen“. Knapp vier Wochen nach Erteilung der Baugenehmigung erfolgte der Verkauf von Grundstück und Planung an Marie Greil, deren Ehemann Heinrich Greil bis Mitte 1914 das Vorhaben baulich und bauleitend umsetzte. Beteiligt wurde ferner der in Stötteritz umtriebige Architekt Alfred Nitzschke, beispielsweise durch die Berechnung der Statik und 1914 für die Zeichnung einer straßenseitigen Einfriedung. Das Ansinnen des Grundstücksbesitzers Alfred Salger im Jahr 1945 für den Einbau einer Dachwohnung wurde wegen Baustoffmangel und des geschätzten „erheblichen Einsatzes an Arbeitskräften“ behördlicherseits verwehrt (Pläne wohl von Baumeister Heinrich Göller). Umbau und Sanierung fallen in den Zeitraum 1999/2000. Ungewöhnlich für die Erbauungszeit ist die derart unterschiedliche Fensteraufteilung der beiden unteren Geschosse zu den oberen zwei Stockwerken. Während oben eine recht enge Stellung von je vier zusammengefassten doppelten Fensteröffnungen liegt sind im 1. Obergeschoss lediglich vier großzügige Fenster mit aufwendigerer Rahmung eingebaut. Im Erdgeschoss zwei große Öffnungen beidseitig einer markanten Eingangszone mit zwei stehenden Fenstern und einer aus drei kleinen Lichtöffnungen bestehende Oberlichtkonstruktion über der Hauseingangstür. Einfühlsam saniert zeigen sich die schlichte Reformstil-Putzfassade und die Einfriedung nebst erhaltener Mosaikpflasterung des Zugangsweges. Es liegen ein baugeschichtlicher sowie ein ortsentwicklungsgeschichtlicher Wert vor. LfD/2019 | 09264866 |
|                                         | Doppelmietshaus in geschlossener Bebauung mit Einfriedung, Vorgarten und Garagenzufahrten nebst Pflasterung | Lange Reihe 27; 29 (Karte)                                                       | 1936–1937 (Doppelmietshaus), 1937 (Einfriedung) | Putzbauten in gemäßigt moderner Formensprache um 1930, Klinkersockel und Klinkerrahmung der Hauseingänge, symmetrische Fassaden mit Vorlage und Doppelerker, in der Mittelachse Hauseingang und Treppenhaus, ortsentwicklungsgeschichtliche und baugeschichtliche Bedeutung Denkmaltext Bauvorhaben der Jahre 1913 für das Grundstück Nummer 29 (Architekt Alfred Nitzschke für Anna und Arnold Vieweg) sowie 1934 für 27/29 (Architekt und Bauherr Alfred Bischof) gelangten nicht zur Ausführung. Während Nitzschke nur ein viergeschossiges Vorderwohngebäude mit zwei Wohnungen pro Etage im Blick hatte, war Bischof bereits auf das Doppelgrundstück fixiert und plante die Errichtung von 24 Wohnungen mit gesamt 1222,20 Quadratmetern Wohnfläche im Rahmen des 'Programms für 1000 Wohnungen'. Das 1913 auf den Weg gebrachte Vorhaben auf Nummer 29 scheiterte letztendlich, weil sich Vieweg als Unteroffizier seit Februar 1915 im Kriegsdienst befand. Vom 11. November 1936 datieren neuerliche Anträge für die Erbauung von zwei Achtfamilien-Wohnhäusern, entworfen von den Architekten und Baumeistern Kleitz & Zimmer. Als Bauherren genannt wurden Oscar Kilian (Nummer 27), für das Zwillingshaus Nummer 29 die Damen Margaretha Müller und Ida Hirschfeld, bezüglich der Ausführung namhaft ist das Baugeschäft Arthur Friedrich. Statisch gesondert berechnete und auszuführende Anlagen übernahm Eisenbau Fritsche & Müller aus Leipzig. Beide Häuser umfassten eine Gesamtwohnfläche von 455,36 Quadratmetern – im Parterre zweimal 54,91 und in den oberen Etagen pro Wohnung 57,97 Quadratmeter. Im Herbst 1937 fanden statt die Schlussbauabnehme und die Gestattung der Ingebrauchnahme. Die Steuerbefreiung als Kleinwohnungsbau wurde verweigert, weil die Zeitschiene nicht eingehalten worden war. 1998 waren die Denkmalpflegebehörden für bevorstehende Instandsetzungsarbeiten involviert, einen Dachausbau einbezogen. Helle Putzflächen der Wohngeschosse stechen über dunkelbraunem Kellergeschosssockel markant ins Auge. Vier Kastenerker über die jeweils drei oberen Stockwerke fallen aus dem Rahmen der einheitlichen Fassadenflucht der früheren Reformstilhäuser, ebenso die vier im Untergeschoss eingerichteten Garagen. Eine ansprechende Fassadensanierung kommt kaum gegen die unabgestimmt eingebauten Kunststofffenster des Voreigentümers an. Details der Innenausstattungen sind ebenso erhalten wie die prägenden Vorgartenbereiche mit ihren dem Zeitgeschmack der Erbauungszeit verpflichteten Einfriedungen, die sich jedoch gut den früheren Umfassungen der Grünbereiche vor den Nachbarhäusern einordnen. Das qualitätvolle Doppelhaus dokumentiert moderne und dennoch den früheren Bestand respektierende Architektur – es besitzt eine baugeschichtliche Bedeutung. LfD/2019 | 09264867 |
|                                         | Mietshaus in geschlossener Bebauung mit Einfriedung und Vorgarten | Lange Reihe 31 (Karte)                                                           | 1913–1914 (Mietshaus) | Putzfassade im Reformstil um 1910, sparsame Putzgliederungen (vgl. Lange Reihe 21, 23, 25, 33, 35), ortsentwicklungsgeschichtliche und baugeschichtliche Bedeutung Denkmaltext Paul Unze und Georg Kober traten als Bauunternehmer auf und beauftragten den Architekten Alfred Nitzschke mit Planungen und der Leitung des Vorhabens – der Errichtung eines Wohngebäudes. Eine Umsetzung erfolgte zwischen Oktober 1913 und Mai 1914. Dem Haus vorgelagert wurde ein eingezäunter Rasenstreifen, das Mosaikpflaster des Fußweges als Zugangsweg bis zur Eingangstür fortgeführt, die behördliche Auflage gegengezeichnet, dass eine Hofbebauung für alle Zeit ausgeschlossen sei. 1919 übernahm Ratskassenbote Ferdinand Oskar Reichenbach das Grundstück, 1931 der Produktenhändler Bernhard Albin Rudolph Berg, ab 1948 stand Anna Lina verw. Berg geb. Görig im Grundbuch. Sanierung und Ausbau des Daches für zwei Mietinteressenten erfolgten durch einen Bauträger 1995–1997. Den Intensionen des Zeitgeschmacks und der Reformstilarchitektur folgend zeigt sich die Fassade vornehm- zurückhaltend flächig, mit nur wenigen Gliederungs- bzw. Schmuckelementen. Aufwendiger zeigt sich die Portalrahmung des Zugangs mit Oberlicht und Medaillon unter der Verdachung. Bauzeitlich gelangten pro Etage zwei Wohnungen mit Vorsaal, Küche und drei Wohnräumen zur Einrichtung, noch im Treppenraum eingeordnet lagen die Klosetts, im Kellergeschoss die Waschküche. Die bauzeitliche Ausführung hatte Baumeister Paul Unze selbst übernommen. Es ist ein baugeschichtlicher und ortsentwicklungsgeschichtlicher Wert zu konstatieren. LfD/2019 | 09264868 |
|                                         | Mietshaus in ehemals geschlossener Bebauung mit Hinterhaus | Lange Reihe 32 (Karte)                                                           | um 1900 (Mietshaus) | späthistoristische Klinkerfassade mit Klinker- und Kunststeingliederungen, Tordurchfahrt mit preußischer Kappe, Hinterhaus Putzbau mit sparsamer Putzgliederung, ortsentwicklungsgeschichtliche und baugeschichtliche Bedeutung | 09262284 |
|                                         | Mietshaus in geschlossener Bebauung mit Vorgarten | Lange Reihe 33 (Karte)                                                           | 1913–1914 (Mietshaus), 1914 (Vorgarten) | Putzfassade im Reformstil um 1910, sparsame Putzgliederungen, ehemals mit Vorgarten und Einfriedung (vgl. Lange Reihe 23, 25 und 31), ortsentwicklungsgeschichtliche und baugeschichtliche Bedeutung Denkmaltext In den Jahren 1913/1914 entstand das viergeschossige Vorderwohngebäude für die Herren Bauunternehmer Paul Unze und Georg Kober aus Stötteritz, auf einem Baugrund aus “gewachsenem tragfähigem Kiesboden”. Entwurf, Bauleitung und statische Berechnungen übernahm in deren Auftrag der ebenfalls aus Stötteritz stammende Architekt Alfred Nitzschke. Notwendig waren Erklärungen zur Frage der gemeinschaftlichen Nutzung der beiden Hausgiebel als Brandgiebel, die Bildung einer Hofgemeinschaft sowie die Zustimmung, den Hofraum unbebaut zu lassen. Vorgegeben war behördlicherseits eine einheitliche Dacheindeckung mit den Nachbarhäusern (ausdrücklich untersagt waren Falzziegel) und die Anlegung eines der Schauseite der Häuser vorgelagerten Rasenstreifens (auch Nachbarhäuser 25 bis 31), die Zeichnungen zur Einfriedung des Vorgartens erhielten am 11. Mai 1914 Genehmigung. Gut zwei Wochen später fand die Schlussprüfung des Zweispänners statt. Aborte lagen noch im Treppenhaus, die Waschküche im Keller, 1993 wurden unterm Dach zwei Wohnungen eingebaut. Die Putzfassade ist schlicht, dem als modern geltenden Reformstil der Erbauungszeit verpflichtet, die recht aufwändige Ausstattung von guter handwerklicher Qualität. Vergleichbar mit dem Haus Lange Reihe 25 ist die großzügige Gestaltung des Hauseingangs. Es ist ein baugeschichtlicher Wert zu konstatieren. LfD/2019 | 09264869 |
|                                         | Mietshaus in geschlossener Bebauung und in Ecklage | Lange Reihe 35 (Karte)                                                           | 1914 (Mietshaus) | reduzierte Putzfassade, ursprünglich wohl etwas mehr Putzdekor im Reformstil um 1910 (vgl. Lange Reihe 21, 23, 25, 31, 33), Eckerker mit geschwungener Haube, Laden, ortsentwicklungsgeschichtliche und baugeschichtliche Bedeutung Denkmaltext Zahlreiche Tekturen zeigen die im Januar 1914 für die Errichtung eines Mietsgebäudes vorgelegten Pläne des Stötteritzer Architekten Alfred Nitzschke. Auf den Weg gebracht hatten das Vorhaben die Herren Ernst Georg Kobler, Chemigraph von Beruf, und der auch mit der Ausführung betraute leitende Bauunternehmer Friedrich Paul Unze. An der Front zur damaligen Baalsdorfer Straße (heute Schlesierstraße) erhielt das Eckhaus einen Vorgarten, an der verbrochenen Ecke einen Eckladen mit angrenzendem Wohnbereich. Zusätzlich war im Parterre eine weitere Wohnung eingebaut, in den oberen Etagen konnten jeweils drei Einheiten abgemietet werden, unterm Dach nur eine. Nur die Mittelwohnung besaß ein AWC im Treppenhaus, die beiden anderen erhielten bereits Innenclosetts. Zum 2. Oktober konnte das Haus bezogen werden. Für 1931 war die Anfügung eines Zimmers an die Dachwohnung vorgesehen, von 1952 datiert der „Beschluss des Hauptwohnungsausschusses der Stadtverordneten, den Laden in Wohnraum umzubauen“. Federführend in der Umsetzung war hier Baumeister Rudolf Peuser. Zwischen 1995 und 1997 sollten unterm Dach zwei weitere Wohnungen entstehen, das gesamte Haus saniert werden. Prägend für die einheitlich verputzten Fassadenflächen des Reformstilbaus sind ein vierachsiges Dachhaus an der Schlesierstraße und ein polygonaler Turmaufsatz an der Langen Reihe. Die Eckgestaltung scheint die Ecke von Nummer 21 zu spiegeln – zwischen beiden Häusern springt die Front der Mietshausgruppe zurück, liegen schmale Grünflächen hinter Einfriedungen. Gegenüber der schlichten Außenhaut des Gebäudes fällt die qualitätvolle farbige Ausstattung des Innenraumes umso mehr ins Auge. Für das wirksam im Straßenraum stehende, markante Eckgebäude besteht ein baugeschichtlicher und ortsgeschichtlicher Wert. LfD/2019 | 09264870 |
|                                         | Mietshaus in geschlossener Bebauung | Lange Reihe 42 (Karte)                                                           | bezeichnet 1902 (Mietshaus) | späthistoristische Klinkerfassade mit Kunststein- und Klinkergliederungen, ortsentwicklungsgeschichtliche und baugeschichtliche Bedeutung | 09264872 |
|                                         | Mietshaus in geschlossener Bebauung | Lange Reihe 44 (Karte)                                                           | bezeichnet 1886 (Mietshaus) | Putzfassade in historistischer Gestaltung, mit Sandstein- und Stuckgliederungen, ortsentwicklungsgeschichtliche und baugeschichtliche Bedeutung | 09264873 |
|                                         | Mietshaus in geschlossener Bebauung | Lange Reihe 46 (Karte)                                                           | 1886 (Mietshaus) | Putzfassade in historistischer Gestaltung, mit Sandstein- und Stuckgliederungen, Tordurchfahrt, ortsentwicklungsgeschichtliche und baugeschichtliche Bedeutung | 09264874 |
|                                         | Mietshaus in geschlossener Bebauung | Lange Reihe 48 (Karte)                                                           | 1886 (Mietshaus) | Putzfassade in historistischer Gestaltung, mit Sandstein- und Stuckgliederungen, ehemals mit Laden, ortsentwicklungsgeschichtliche und baugeschichtliche Bedeutung | 09264875 |
| Weitere Bilder                          | Turnhalle in offener Bebauung | Lange Reihe 54 (Karte)                                                           | nach 1900 (Turnhalle) | symmetrischer Putzbau in späthistoristischen Formen, mit Putzgliederungen und Steinelementen, Lisenrahmung, Seitenrisalite mit gekuppelten Fenstern, ortsentwicklungsgeschichtliche, baugeschichtliche und kulturgeschichtliche Bedeutung | 09264877 |
|                                         | Wohnhaus in offener Bebauung und in Ecklage, mit Einfriedung und Hausgarten | Lausicker Straße 20 (Karte)                                                      | um 1935 (Wohnhaus) | Putzbau mit akzentuierender Klinkergliederung, typischer Privatwohnbau um 1935, in gestalterischer Einheit mit dazugehörigem, weitgehend im historischen Bestand erhaltenem Garten (Terrasse, Wegeführung, Steingarten, Art der Bepflanzung), baugeschichtliche und gartenkünstlerische Bedeutung | 09293767 |
|                                         | Wohnhaus in offener Bebauung mit Garten | Lausicker Straße 22 (Karte)                                                      | um 1935 (Wohnhaus) | Putzbau mit Klinkergliederungen in den typischen Formen um 1930/35, ortsentwicklungsgeschichtliche und baugeschichtliche Bedeutung | 09293783 |
|                                         | Wohnhaus in offener Bebauung, mit Einfriedung und Hausgarten | Lausicker Straße 26 (Karte)                                                      | 1933 (Wohnhaus), 1933 (Einfriedung) | Putzbau mit Klinkergliederungen, Detailgestaltung noch in verhalten moderner Formensprache der 1920er Jahre, ortsentwicklungsgeschichtliche, baugeschichtliche sowie gartenkünstlerische und gartengeschichtliche Bedeutung Denkmaltext Das “Gebäude soll in einfacher, vornehmer Weise errichtet werden. Das Haus wird in Ziegelmauerwerk ausgeführt und mit gebrannten Steinen eingedeckt. Der Sockel wird Rohbau, die Ansichtsflächen erhalten hellen Edelputz.” Baumeister Hermann Karstädt verfasste als entwerfender, ausführender und leitender Baumeister die Beschreibung des 1933 erbauten Einfamilienhauses für Stadtmedizinalrat Dr. med. Kurt Marloth und dessen Ehefrau Elly. Ein wirkungsvolles Walmdach schließt den Baukörper mit axialsymmetrisch konzipierter Straßenfassade ab. Innen stehen knapp 150 m² Wohnfläche zur Verfügung, wobei wohl ein vorgesehener Gymnastikraum und ein sportärztlicher Untersuchungsraum im Obergeschoss nicht nur privat genutzt wurden. Im Keller zeigt der Grundriss neben Heizung und Waschküche auch eine Unterstellmöglichkeit für Fahrräder. Zeitgleich die Einfriedung, bestehend aus Betonpfeilern und Betonsockel sowie Holzrahmenfeldern (grün gefasst). Zum denkmalwerten, historischen Bestand des Objektes gehört auch der Garten. Er zeigt eine einfache klare Grundstruktur mit seitlichen Beetflächen, einer mittigen großen Rasenfläche und altem Obstbaumbestand. Im Vorgarten und im hausnahen Bereich orthogonal angelegte Beetflächen und Wege mit Druckerplatten befestigt. Der Blick vom Haus in den Garten durch den rahmenden alten Obstbaumbestand von malerischer Wirkung. Zeugnis für privaten Wohnungsbau zu Beginn der 1930er Jahre, hierdurch baugeschichtlich von Belang. Zudem verweist das Objekt auf die bauliche Entwicklung des Villenviertels Stötteritz in dieser Zeit, wodurch es ortsentwicklungsgeschichtlichen Aussagekraft hat. In seiner charakteristischen Ausprägung ist der Hausgarten gartenhistorisch und gartenkünstlerisch von Interesse, er bildet mit dem Wohnhaus eine Einheit von Denkmalwert. LfD/2012 | 09293793 |
|                                         | Wohnhaus in offener Bebauung, mit Einfriedung und Hausgarten | Lausicker Straße 28 (Karte)                                                      | um 1935 (Wohnhaus) | Putzbau mit Steingliederungen in den traditionellen Formen der 1930er Jahre, Garten mit Hausterrasse und Steingarten sowie altem Gehölzbestand, ortsentwicklungsgeschichtliche, baugeschichtliche und gartengeschichtliche Bedeutung | 09264878 |
|                                         | Wohnhaus in offener Bebauung und in Ecklage, mit Einfriedung und Solitärbaum | Lausicker Straße 31 (Karte)                                                      | um 1930 (Wohnhaus) | Putzbau mit Klinkergliederungen, charakteristischer Privatwohnbau um 1930, ortsentwicklungsgeschichtliche und baugeschichtliche Bedeutung | 09264879 |
| Weitere Bilder                          | Wohnanlage mit drei Wohnhauszeilen (Gletschersteinstraße 14, 16, 18, 20, 22, Lausicker Straße 32, 34, 36, 38, 40, 42, 44, 46 und Thiemstraße 15, 17, 19), mit Vorgärten an der Lausicker Straße, Hofeinfriedungen an der Gletschersteinstraße und Thiemstraße sowie Hofgebäude | Lausicker Straße 32; 34; 36; 38; 40; 42; 44; 46 (Karte)                          | um 1925 (Wohnanlage) | in Blockrandbebauung errichtete Putzbauten mit farbiger Putzgliederung und Art-déco-Ornamenten, Sockel und Rahmungen der Eingänge in Betonwerkstein, rückseitig Loggien, charakteristisches Beispiel des sozialen Wohnungsbaues in der Weimarer Republik, ortsentwicklungsgeschichtliche und baugeschichtliche Bedeutung | 09264880 |
|                                         | Wohnhaus in offener Bebauung mit Einfriedung und Vorgarten | Lausicker Straße 35 (Karte)                                                      | bezeichnet 1930 (Wohnhaus) | typischer traditionell gestalteter Putzbau der Zeit um 1930, mit Kunststeingliederungen, Eingangsvorbau in Klinker mit Art-déco-Schmuck an der Haustür, Ziergitter mit Initialen und Datierung, ortsentwicklungsgeschichtliche und baugeschichtliche Bedeutung | 09264881 |
|                                         | Doppelmietshaus (Lausicker Straße 37 und Ludolf-Colditz-Straße 14) in offener Bebauung und in Ecklage, mit seitlicher Einfriedung und Garagen im Hof | Lausicker Straße 37 (Karte)                                                      | 1932 (nach Auskunft) | gliederungsreicher Putzbau in traditionell geprägten Formen um 1930, Fassadenbild durch Erker und Loggien belebt, Eckbereich städtebaulich wirksam überhöht, im Hof Garagenzeile, ortsentwicklungsgeschichtliche und baugeschichtliche Bedeutung | 09264903 |
|                                         | Wohnhaus in offener Bebauung, mit Einfriedung und Hausgarten | Lausicker Straße 43 (Karte)                                                      | 1936 (Wohnhaus) | anspruchsvoll gestalteter Putzbau in den typischen Formen um 1935, Alterssitz des ehemaligen Engelsdorfer Bürgermeisters Arthur Winkler, später Wohnhaus von Gartenarchitekt Dr. Astulf Schnabel, aufwändige Einfriedung aus Natursteinmauerwerk und Eisengittern, Garten mit aufgeständerter Terrasse und wertvollem Gehölz- und Staudenbestand, baugeschichtlich und gartenkünstlerisch von Bedeutung Denkmaltext Der 1936 errichtete Landhausneubau ist ein architektonisches Kleinod privaten Wohnungsbaus und wurde im Rahmen der Ortsteilüberprüfung Stötteritz durch das LfD im Juli 2008 in die Aufstellung der Kulturdenkmale des Freistaates Sachsen eingetragen. Architekt Ernst Riedel aus Schleußig ist für Entwurf und Bauleitung, das Baugeschäft Paul Körner für die Umsetzung verantwortlich. Auftraggeber für das zweigeschossige Gebäude mit modern schlichter Putzfassade ist Arthur Winkler aus Engelsdorf, der sich lt. Auskunft mit diesem Haus seinen Alterssitz errichten ließ. Winkler war ab 1918 erster Bürgermeister von Engelsdorf (bis dato gab es nur ehrenamtlich agierende Gemeindevorsteher), der die prosperierende Wirtschaft nutzte und eine sehr segensreiche Arbeit für die Ortsentwicklung leistete. Wirkungsvoll vor allem das hohe mit Ziegeln gedeckte Mansarddach, interessant sind die der Bauhausidee verpflichteten Eckfenster, von Modernität zeugt der Garageneinbau im Keller. Das Innere vereint die notwendige Praktikabilität der Geschossgrundrisse mit gediegener Ausstattung und gewünschter Großzügigkeit. Das zum idyllischen Garten weisende Salonzimmer wird durch die unmittelbar angrenzende Terrasse optisch weiter vergrößert. Zur originalen Ausstattung gehören u. a. fünf kleinere Bleiglasfenster, schöne geschmiedete Fenstergitter, Parkett, die Holztreppe mit elegant geschwungenem Handlauf, Innentüren mit dezent schmalen Rahmungen, ein Kachelofen und eine Holzdecke, in deren von Brettern gefassten Feldern ehemals Blütenmuster gemalt waren. Von Seltenheitswert die originale Einfassung zur Straße mit Eisengittern zwischen Natursteinmauern. Die Verwendung von Bruchsteinen für den Sockel des Hauses, die aufgeständerte Terrasse mit Treppe und die Einfriedung sowie die Verwendung von polygonalen Natursteinplatten für Wege, Plätze und Beeteinfassungen geben Haus und Garten einen einheitlichen Zusammenhang. Insbesondere durch den ehemaligen Eigentümer Astulf Schnabel (Gartenarchitekt) wurde die einstige Pflanzenausstattung erhalten und erweitert. Noch heute wird der Garten von dieser Ausstattung geprägt. LFD/2008 | 09302163 |
|                                         | Wohnhaus mit Garten | Lausicker Straße 45 (Karte)                                                      | um 1935 (Wohnhaus) | charakteristischer Putzbau der 1930er Jahre, schlicht gehaltene Fassaden mit Fensterläden im Erdgeschoss, ortsentwicklungsgeschichtliche und baugeschichtliche Bedeutung | 09264882 |
|                                         | Wohnhaus in offener Bebauung, mit Garage, Einfriedung und Garten mit Gartenhaus | Lausicker Straße 47 (Karte)                                                      | 1926–1927 (Wohnhaus), 1926–1927 (Einfriedung), 1923 (Gartenhaus) | traditionell geprägter, kubischer Bau, Fassaden mit farbig eingefärbtem Edelputz und Gliederung durch Kolossalpilaster, in historischer Gestaltung erhaltener Garten mit Wegesystem, Gehölz- und Staudenbestand, Gartenhaus und Bassin, ortsentwicklungsgeschichtliche, baugeschichtliche und gartenkünstlerische Bedeutung Denkmaltext Am Nikolaustag des Jahres 1926 wurde von Kaufmann Wilhelm Hecker der Bauantrag eines zu errichtenden Landhauses gestellt, für den Entwurf stand Architekt Hermann Mäding aus Mölkau und für die Ausführung die Bauhütte Leipzig GmbH bereit. Zwischen April und Oktober 1927 kam das Vorhaben zur Umsetzung. Zeitgleich entstand die Einfriedung und wurde das bereits bestehende Gartenhaus zur nachträglichen Genehmigung eingereicht. Streng fassen Putzlisenen den kompakt wirkenden Bau, der ein rotes Ziegeldach besaß, insbesondere die geplanten kleinen dreieckigen Dachfenster, die originale Haustür und einige eiserne Fenstergitter zeigen den modernen Art-déco-Stil. Zu einer bereits im Kellergeschoss eingerichteten Garage kam 1938 eine freistehende massive Garage auf dem Grundstück hinzu. Baugeschichtlich und architekturhistorisch wertvolles Zeugnis des Privatwohnungsbaus der 1920er Jahre in Leipzig, der Garten ist als Gartendenkmal ausgewiesen. LfD/2013 | 09264883 |
|                                         | Wohnhaus in offener Bebauung und in Ecklage, mit Einfriedung und Garten | Lausicker Straße 49 (Karte)                                                      | um 1925 (Wohnhaus) | Putzbau mit Putzgliederungen in typischen Formen der 1920er Jahre, Art-déco-Ornamentik, ortsentwicklungsgeschichtliche und baugeschichtliche Bedeutung | 09264884 |
| Weitere Bilder                          | Wohnanlage (Gletschersteinstraße 25, 27, Kommandant-Prendel-Allee 88, 90 und Lausicker Straße 50, 52, 54, 56, 58, 60), mit Vorgärten an der Lausicker Straße und Hofpflaster | Lausicker Straße 50; 52; 54; 56; 58; 60 (Karte)                                  | 1929 (Wohnanlage) | in Blockrandbebauung errichtete, zeittypische Putzbauten mit farbiger Putzgliederung, sparsame Klinkerelemente, gestaffelte Hauptfront zur Lausicker Straße mit durch Hecken und Steineinfassungen umgrenzten Vorgärten, Tafel an Lausicker Straße 50 verweist auf Bauverein zur Beschaffung preiswerter Wohnungen in Leipzig, die Häuser in den beiden anderen Straßen teils mit Erkern, Zeugnis des sozialen Wohnungsbaues in der Weimarer Republik, ortsentwicklungsgeschichtliche, baugeschichtliche und sozialgeschichtliche Bedeutung | 09264885 |
|                                         | Mietshaus in geschlossener Bebauung mit Vorgarten | Lausicker Straße 51 (Karte)                                                      | 1905 (Mietshaus) | Putz-Klinker-Fassade in Formen des ausgehenden Historismus und Jugendstils, Kunststeinelemente, ortsentwicklungsgeschichtliche und baugeschichtliche Bedeutung | 09264887 |
|                                         | Mietshaus in geschlossener Bebauung mit Vorgarten | Lausicker Straße 53 (Karte)                                                      | um 1905 (Mietshaus) | Putz-Klinker-Fassade in späthistoristischen und jugendstiligen Formen, Tordurchfahrt, ortsentwicklungsgeschichtliche und baugeschichtliche Bedeutung | 09263074 |
|                                         | Mietshaus in geschlossener Bebauung mit Vorgarten | Lausicker Straße 55 (Karte)                                                      | um 1910 (Mietshaus) | Putzfassade im Reformstil um 1910, Putz- und Kunststeingliederungen sowie Putzornamente, zwei Erker mit dazwischenliegenden Loggien, Laden, ortsentwicklungsgeschichtliche und baugeschichtliche Bedeutung | 09264888 |
|                                         | Mietshaus in geschlossener Bebauung mit Vorgarten und Einfriedung | Lausicker Straße 57 (Karte)                                                      | um 1910 (Mietshaus) | deutlich asymmetrisch unterteilte Putzfassade im Reformstil um 1910, mit Putzgliederungen, Klinkersockel und zeittypischen, Akzente setzenden Dekorationen (teils figürlich), Laden, ortsentwicklungsgeschichtliche und baugeschichtliche Bedeutung | 09264889 |
|                                         | Mietshaus in geschlossener Bebauung und in Ecklage, mit Einfriedung und Vorgarten | Lausicker Straße 59 (Karte)                                                      | um 1925 (Mietshaus) | abwechslungsreich gestalteter Putzbau in typischen Formen der 1920er Jahre, Fassadenbild durch farbige Putzgliederungen, Erker, Balkone und Loggien geprägt, Eingang mit Rahmung in Betonwerkstein, ortsentwicklungsgeschichtliche und baugeschichtliche Bedeutung | 09264890 |
|                                         | Wohnhaus in offener Bebauung | Lausicker Straße 61 (Karte)                                                      | 1930–1931 (Wohnhaus) | Putzbau mit Klinkergliederungen, der straßenseitige Vorbau mit jüngerer, gotisierender Säulenarchitektur (Kunststein) im Obergeschoss, ortsentwicklungsgeschichtliche und baugeschichtliche Bedeutung Denkmaltext Der in der Stötteritzer Marienhöhe wohnhafte Kaufmann Alfred Särchinger band den Architekten Walter Haedrich vertraglich sowie den Ausführenden Louis Lippold für die Errichtung eines Einfamilienwohnhauses mit Garageneinbau im Keller, gesprochen wird über den Zeitraum 1930/1931. 1938 Übergang des Grundstücks an Direktor Franz Helmberger, später in städtischen Besitz. Im März 1939 Bauantrag zur “verandenartigen” Überbauung des Austrittes. 1967 Einrichtung eines Kindergartens mit maximal 56 Plätzen als Kapazitätsgrenze. Für den Umbauentwurf 1967 trug Bauingenieur Alfred Stumpe die Verantwortung. Im Jahr 1996 Umnutzung für den Fink e.V. durch Jugendamt und Hochbauamt der Stadt Leipzig beantragt, Rückbauantrag zu einem Wohnhaus 1999 für Michael Oertel nach Planeinreichungen von Dipl.-Ing. Architekt Michael Koelsch. Der kubische, kompakt wirkende und von einem ausladenden, ziegelgedeckten Mansarddach abgeschlossene Baukörper mit verputzten Fassaden, Zugangsanbau an der Südseite, Veranda und Austritt von der Diele des Erdgeschosses. In Sichtklinkermauerwerk ausgeführt sind der Eingangs-Anbau und der hohe Sockel. Das Haus ist Bestandteil des Stötteritzer Villenviertels und besitzt baugeschichtliche sowie ortsentwicklungsgeschichtliche Bedeutung, als ehemaliger Kindergarten zudem einen Erinnerungswert. LfD/2013 | 09262878 |
|                                         | Villa mit Einfriedung und Villengarten | Lausicker Straße 62 (Karte)                                                      | 1920er Jahre (Villa) | vom Art déco sowie historisierenden Tendenzen der 1920er Jahre beeinflusster, nobel gestalteter Putzbau mit Kunststeingliederungen, gartenseitig Terrassenanlage in Natursteinmauerwerk, aufwändige Einfriedung, Gartenanlage im architektonischen Stil mit Wegeführung, Gehölz- und Pflanzbestand sowie historischen Ausstattungselementen (zwei Kunststeinputten, Vogeltränke, Kegelbahn), ortsentwicklungsgeschichtliche, baugeschichtliche und baukünstlerische sowie gartengeschichtliche Bedeutung | 09264891 |
| Direkt Bild zu diesem Denkmal hochladen | Fünf Gebäude der ehemaligen Privaten Irren-, Heil- und Pflegeanstalt Thonberg: Speisesaal des ehemaligen Mittelhauses, Herrenhalle (Billardsaal) des ehemaligen Herrenhauses, ehemaliges Wirtschaftsgebäude, sogenanntes Schweizerhaus (Verwalterhaus), sogenanntes Neues Haus sowie Wandfragment des Gewächshauses, die Gesellschaftsräume mit einzigartiger Ausmalung sowie baugebundener Ausstattung | Lichtenbergweg 5 (Karte)                                                         | 1839 (Eröffnung), um 1895 (Neues Haus) | Putz- und Klinkerfassaden, Zeugnisse der 1839 durch Eduard Wilhelm Güntz gegründeten Heil- und Pflegeanstalt für zahlungskräftige Patienten, wichtiges Dokument der sächsischen Medizingeschichte, Güntzpark ehemals Teil der Einrichtung (siehe Schönbachstraße – Objekt 09304556), ortsgeschichtliche, baugeschichtliche, sozialgeschichtliche, wissenschaftliche und personengeschichtliche Bedeutung | 09299628 |
|                                         | Doppelwohnhaus in offener Bebauung mit Einfriedung | Lichtenbergweg 24; 26 (Karte)                                                    | 1925 (Doppelwohnhaus) | Putzbau in traditioneller Gestaltung der 1920er Jahre, Vorbauten mit mittig spitz zulaufenden Giebeln, ortsentwicklungsgeschichtliche und baugeschichtliche Bedeutung | 09299630 |
|                                         | Doppelwohnhaus mit Einfriedung | Lichtenbergweg 28; 30 (Karte)                                                    | 1928 (Doppelwohnhaus) | Putzbau mit Klinkergliederungen, kubische Baukörpergestaltung im Stil des Neuen Bauens, gestaffelte Rückseite mit terrassenartigen Austritten, ortsentwicklungsgeschichtliche und baugeschichtliche sowie baukünstlerische Bedeutung | 09264892 |
| Weitere Bilder                          | Kirche (mit Ausstattung) mit umliegendem Kirchplatz | Lochmannstraße 1 (Karte)                                                         | 1702–1703 (Kirche), 1911 (Figurengruppe), 1922 (Glocke), 1702–1703 (Kanzelaltar), 1702/1703 (Gemälde am Becken)                                                                 | barocke Saalkirche mit Westturm und leicht eingezogenem, dreiseitig geschlossenem Chor, flach gedecktes Inneres mit dreiseitiger Empore und kunstvollem Kanzelaltar, umgebende Platzanlage im architektonischen Gartenstil gestaltet, baugeschichtlich, kirchengeschichtlich, ortsgeschichtlich, künstlerisch, gartengeschichtlich und städtebaulich von Bedeutung | 09264897 |
|                                         | Haustür und Treppenhausausstattung eines Mietshauses sowie Vorgarten, Wegepflaster und Einfriedung | Lochmannstraße 2 (Karte)                                                         | 1910 (Ausstattung) | Ausstattungselemente im Jugendstil als Zeugnisse der Detailgestaltung in der Mietshausarchitektur des frühen 20. Jahrhunderts, baugeschichtliche Bedeutung Denkmaltext Das Mietshaus mit verbrochener Ecke, in markanter Ecklage unmittelbar gegenüber des Stötteritzer Gutshofes und der Marienkirche gelegen, entstand im Auftrag der Bauunternehmer Otto Nitzschke und Rudolf Rink zwischen Juli 1909 und September 1910. Entwurf und Bauleitung hatte der Architekt Alfred Nitzschke übernommen. Von Denkmalwert sind nur der Hauseingang und die Ausstattung des Treppenhauses, das Gebäude selbst besitzt eine geglättete Putzfassade, diese ist ihres Zierrats weitgehend beraubt. Neben schönen Wohnungseingangstüren mit Supraporten und erlesenem Jugendstildekor an Wänden und Decken im Eingangsbereich sind vor allem vier Landschaftsgemälde von denkmalpflegerischem Interesse. LfD/2017 | 09263159 |
|                                         | Mietshaus in geschlossener Bebauung mit Einfriedung und Vorgarten | Lochmannstraße 4 (Karte)                                                         | 1909–1910, bezeichnet 1910 (Mietshaus) | Putzfassade in Formen des Jugendstils und der Reformarchitektur um 1910, Putz- und Kunststeingliederungen, Erker mit Rundgiebel, flankiert von Balkonen mit kunstvollen Eisengeländern, seitliches Zwerchhaus, ortsentwicklungsgeschichtliche und baugeschichtliche Bedeutung Denkmaltext Rudolf Rink und Bauunternehmer Otto Nitzschke traten als Bauherren auf, Alfred Nitzschke als bauleitender Architekt. Vom Sommer 1909 an wurde das Miethaus in geschlossener Reihe innerhalb von zwölf Monaten errichtet, wenig später übernahm der Faktor Gustav Karl Wenze das Grundstück. Für das Erdgeschoss vorgesehen waren zwei Wohnungen mit zwei Wohnzimmern, Schlafstube, Küche, Klosett/Bad, hofseitigem Austritt und Mädchenkammer. In den oberen Etagen erhielten die jeweils ebenfalls unterschiedlich großen Mieteinheiten zusätzlich zum rückwärtigen Küchenaustritt zusätzlich einen Balkon an der Straßenfront. Mutig erscheint die Kombination der mit zarten Putzstrukturen und feinem Dekor überzogenen Fassade und dem massigen Kastenerker, doch schaffen die beidseits des Erkers befindlichen Austritte mit ihren eleganten schmiedeeisernen Geländern einen federnden Übergang. Überhaupt sucht der Architekt den Spagat zwischen modernem Reformstil und ausklingendem Jugendstil, was zudem in der Ausprägung der Vorgarteneinfriedung deutlich wird. Von Interesse sind der gepflasterte Hauszugang und die Ausstattung. Das Haus dokumentiert die letzte große Phase der Ortserweiterung kurz vor der Eingemeindung nach Leipzig, besitzt gegenüber der Marienkirche zudem einen städtebaulichen Wert. LfD/2017, 2018 | 09264898 |
| Weitere Bilder                          | Mietshaus in geschlossener Bebauung mit Vorgarten und Einfriedung | Lochmannstraße 6 (Karte)                                                         | 1909 (Mietshaus) | Putzfassade in den Formen des Jugendstils und der Reformarchitektur um 1910, Putz- und Kunststeingliederungen, zwei verklinkerte Erker, dazwischen Balkone im Eisenkonstruktion, seitliches Zwerchhaus mit Schaugiebel, ortsentwicklungsgeschichtliche und baugeschichtliche Bedeutung Denkmaltext Gegenüber liegen ein grüner Schmuckplatz und die Stötteritzer Marienkirche, in Sichtweite zudem das alte Gutsgelände. Somit schien eine repräsentativere Architektur geboten und gewünscht, zeigt sich das viergeschossige Mietshaus des Erbauungsjahres 1909 mit einer eleganten Putzfassade und vorgelagertem, eingefriedeten Grünbereich. Bauleitend fertigte der ortsansässige Architekt Alfred Nitzschke die Pläne für die Herren Unternehmer Otto Nitzschke und Rudolf Rink. Akzente setzen zwei polygonale Erker in den oberen Etagen mit rotem Sichtklinkgermauerwerk sowie zwischengespannten Balkonen. Mittig in den Aufbau der Schaufront ist der Hauszugang eingeordnet, schlossen die Erker ehemals in Zwiebelkuppeln, setzen die roten Klinkerflächen der Erker farbliche Akzente zum hellen Verputz. Die beiden rechten Fensterachsen werden durch die Traufzone geführt und enden in einem von einem großen Rundbogenfenster beherrschten Zwerchgiebel. Putzgliederungen und Dekor des ausklingenden Jugendstils tragen zur Noblesse des Hauses ebenso bei wie die erhaltene Ausstattung, insbesondere der des Treppenhauses. In einer jeden Etage befanden sich zwei Wohnungen mit drei zur Straße gelegenen Stuben nebst einer Schlafstube, Küche, Mädchenkammer und Bad/WC, im Dachgeschoss entstand eine Wohnung für den Hausmann. 1969 empfahl der Verfasser eines bautechnischen Zustandsberichts den Abbruch der hofseitigen Küchenaustritte. Neben Sanierungsarbeiten 1998/1999 wurde mit der Neuaufteilung der Etagen in nun je drei Wohnungen die gutbürgerliche Großzügigkeit beseitigt, Originalsubstanz zudem durch einen Fahrstuhleinbau und hofseitigen Balkonneubau Durch weiteren Ausbau sollten zusätzliche Wohnflächen in der Dachetage gewonnen werden. Historische Ansichten zeigen das in geschlossener Reihe stehende Haus und seinen Vorgarten als gut sichtbaren, prägenden Teil der baulichen Rahmung des Schmuckplatzes. Für das Haus besteht ein bauhistorischer und ortsentwicklungsgeschichtlicher Wert. LfD/2019 | 09264899 |
|                                         | Doppelmietshaus in offener Bebauung mit Einfriedung | Ludolf-Colditz-Straße 4; 6 (Karte)                                               | 1928–1929 (Nummer 6, Mietshaus), 1965–1969 (Nummer 4, Mietshaus) | Putzbau in weitgehend traditionellen Formen, allerdings mit Balkonen im Stil des Neuen Bauens (Nummer 4 Bau der 1960er Jahre mit klarem Bezug auf den Gebäudeteil der 1920er Jahre), ortsentwicklungsgeschichtliche und baugeschichtliche Bedeutung Denkmaltext Das als Doppelhaus in Erscheinung tretende Gebäude besitzt eine ungewöhnliche Baugeschichte. Auf dem Grundstück Nummer 6 reichte Bauherr Heinrich Franz Dornfeld im August 1903 Pläne des Maurermeisters Max Dornfeld ein, die jedoch nicht zur Umsetzung gelangten. Erst 1928 wurde die Hälfte eines Doppelhauses als Einfamilien- bzw. „Kleinwohnhaus“ umgesetzt für Willy Oskar Gruner unter der Leitung des ausführenden Baumeisters August Morgenstern. Für Eisenbetonarbeiten zeichnete die Fa. Dyckerhoff & Widmann verantwortlich. Am 29. Dezember 1929 wurde das fertige Gebäude der Schlussprüfung unterzogen und zum 10. Januar 1930 die Ingebrauchnahme gestattet. Während die Schauseiten hellen Kratzputz erhalten hatten zeigten die Nachbarfronten einen Glattputz, der Sockel besaß Granit- und Muschelkalk-Stockputz. Das unbebaute Nachbargrundstück Ludolf-Colditz-Straße 4 befand sich 1939 im Besitz des Baumeisters August Morgenstern, der im Oktober die Einfriedung des Bauplatzes beantragte, im Februar 1954 zwei Garagen sowie eine Klempnerwerkstatt und nochmals Autounterstellräume im Jahr 1957 (Ablehnung). Letztlich erging am 12. September 1965 der Bauantrag für die zweite Doppelhaushälfte als Einfamilienhaus. Bauherr Willy Oskar Gruner hatte nunmehr doch das Areal von Baumeister Morgenstern erwerben können und er beauftragte Architekt Fritz Willy Kiesshauer mit der statischen Berechnung. Die Ausführung des Hauses gedachte er als Altersrentner bzw. Ehrensoldempfänger selbst zu tätigen und somit sein 3. Einfamilienhaus eigenhändig zu erbauen. Sämtliche Baumaterialien, mit Ausnahme von Kalk und Zement, hatte Gruner bereits beschafft. Eine Doppelgarage auf seinem Grundstück Nummer 4 entwarf 1975 der Architekt Hans Schmidt (kein Denkmal). Von personengeschichtlichem Interesse dürfte die Vita von Willy Gruner in der Zeit des Nationalsozialismus sein. Im Ergebnis präsentiert sich das zweistöckige Doppelwohnhaus mit ausgebautem Dach als einfach gehaltener Zwanzigerjahrebau mit ungewöhnlich ausgeprägten Balkonen über Eck im Obergeschoss, seitlich angesetzten Hauseingängen. Die Originalpläne zeigen eine dem Art déco nahestehende Einfriedung, die auf dem Grundstück Nummer 6 teilweise erhalten ist. LfD/2014, 2016 | 09264901 |
|                                         | Doppelmietshaus in offener Bebauung | Ludolf-Colditz-Straße 10; 12 (Karte)                                             | um 1910 (Doppelmietshaus) | Putzbau im Reformstil um 1910, Klinkersockel und Putzgliederungen, Betonung der Mitte durch angedeuteten Erker und Zwerchgiebel, ortsentwicklungsgeschichtliche und baugeschichtliche Bedeutung | 09264902 |
|                                         | Doppelmietshaus (Lausicker Straße 37 und Ludolf-Colditz-Straße 14) in offener Bebauung und in Ecklage, mit seitlicher Einfriedung und Garagen im Hof | Ludolf-Colditz-Straße 14 (Karte)                                                 | 1932 (nach Auskunft) | gliederungsreicher Putzbau in traditionell geprägten Formen um 1930, Fassadenbild durch Erker und Loggien belebt, Eckbereich städtebaulich wirksam überhöht, im Hof Garagenzeile, ortsentwicklungsgeschichtliche und baugeschichtliche Bedeutung | 09264903 |
|                                         | Wohnhaus mit Einfriedung und Garten | Ludolf-Colditz-Straße 15 (Karte)                                                 | um 1925 (Wohnhaus) | traditionell geprägter, kubischer Bau, Fassaden mit farbig eingefärbtem Edelputz und Gliederung durch Kolossalpilaster, ortsentwicklungsgeschichtliche und baugeschichtliche Bedeutung | 09264905 |
|                                         | Mietshaus in halboffener Bebauung | Ludolf-Colditz-Straße 19 (Karte)                                                 | um 1910 (Mietshaus) | Putzbau im Reformstil um 1910, mit Putzgliederungen, zwei, unterschiedlich hohe Erker, dazwischen Loggien, seitliches, mit höherem Erker verbundenes Zwerchhaus, ortsentwicklungsgeschichtliche und baugeschichtliche Bedeutung | 09264906 |
|                                         | Mietshaus in halboffener Bebauung mit Einfriedung | Ludolf-Colditz-Straße 21 (Karte)                                                 | um 1910 (Mietshaus) | Putzfassade im Reformstil um 1910, Putzgliederungen und zeittypischer Putzdekor, turmartiger Eckerker, seitliches Zwerchhaus, ortsentwicklungsgeschichtliche und baugeschichtliche Bedeutung | 09299322 |
| Weitere Bilder                          | Wohnanlage, bestehend aus vier Mehrfamilienhäusern, mit Toreinfahrt, Hofpflaster und Garten | Ludolf-Colditz-Straße 22; 24; 26; 28 (Karte)                                     | um 1905 (Wohnanlage) | als Doppelhäuser konzipierte, malerisch gestaltete Putzbauten mit rustiziertem Sandsteinsockel und verklinkertem Erdgeschoss sowie Zierfachwerk im Giebelbereich, Putzgliederungen und Jugendstildekor, neben den straßenseitigen Risaliten Balkonanlagen in reicher Holzkonstruktion, aufwändige Toranlage mit Sandsteinpfosten sowie Gittern und Torflügeln in Schmiedeeisen, ortsentwicklungsgeschichtliche, baugeschichtliche sowie als Stiftung der Professoren der Leipziger Universität auch sozialgeschichtliche Bedeutung | 09264908 |
|                                         | Villa mit Einfriedung und Garten | Ludolf-Colditz-Straße 34 (Karte)                                                 | bezeichnet 1908 (Villa) | abwechslungsreich gegliederter Putzbau in Formen des Jugendstil und der Reformarchitektur um 1910, verschiedene Anbauten und elegante Detailgestaltung, ortsentwicklungsgeschichtliche und baugeschichtliche Bedeutung | 09294375 |
|                                         | Villa mit Garten | Ludolf-Colditz-Straße 36 (Karte)                                                 | 1909–1910 (Villa) | Putzbau im Reformstil um 1910, Klinkersockel und Putzgliederungen, ab 1966 Wohnhaus des Komponisten Alo Koll (1910–1984), baugeschichtliche, ortsentwicklungsgeschichtliche und personengeschichtliche Bedeutung | 08966348 |
|                                         | Villa mit Vorgarten | Ludolf-Colditz-Straße 38 (Karte)                                                 | um 1910 (Villa) | ansprechend gestalteter, landhausartiger Putzbau im Reformstil um 1910, Putzgliederungen und verschieferte Giebel, Haustür mit Natursteinrahmung, ortsentwicklungsgeschichtliche und baugeschichtliche Bedeutung | 09264909 |
|                                         | Mietshaus in offener Bebauung mit Vorgarten | Ludolf-Colditz-Straße 40 (Karte)                                                 | um 1900 (Mietshaus) | späthistoristische Klinkerfassade mit Kunststeinelementen und Putzgliederungen, ortsentwicklungsgeschichtliche Bedeutung | 09262906 |
|                                         | Villa mit Einfriedung und Garten | Ludolf-Colditz-Straße 42 (Karte)                                                 | 1912–1913 (Villa), 1913 (Garten), 1913 (Einfriedung) | landhausartiger Putzbau im Reformstil um 1910, verschiedene Anbauten, mächtiges Krüppelwalmdach mit Fledermausgaupen, ortsentwicklungsgeschichtliche und baugeschichtliche Bedeutung Denkmaltext Architekt Theodor George überreichte im Auftrag von Lehrer Gustav Lehmann einen Hausentwurf, der nicht umgesetzt wurde. Das heute auf dem Grundstück stehende, wirkungsvolle Gebäude wurde 1912 bis 1913 erbaut durch Baumeister Julius Hoffmann, der im Auftrag von Kaufmann Carl August Flatau handelte. Pläne lieferte der Architekt und Königlich-Sächsische Baurat Theodor Kösser, beteiligt waren ferner F. Kösser als Bauleiter und der Maurerpolier Albin Erbach als Bauaufseher. Im Keller des Landhauses befanden sich u. a. Heizung, Waschhaus und Weinlager, im Dachgeschoss Fremdenzimmer und Mädchenkammer. Zu den Privaträumen im Obergeschoss zählten ein Schlaf- und drei Kinderzimmer neben Bad und Austritt. Wohnzimmer, Salon mit Erker, Musikzimmer sowie Veranda im Erdgeschoss mit Treppe zum Garten wurden durch Küche, Garderobe, Toilette und Plättstube ergänzt. Kleiner Umbauten im Jalhr 1930 lagen in Händen des entwerfenden Architekten Otto Paul Burghardt, des ausführenden Baugeschäftes Ohme & Bechert sowie des Bauherren Carl Schwarz (Fabrikbesitzer, vorher das Grundstück im Eigentum von Dora Clara verw. Flatau geb. Kirchberger). Der verputzte Bau wird durch einen an der Straßenfassade befindlichen Standerker, einen gartenseitigen Verandaanbau ebenso wie durch Klappläden an den Fenstern und die markante Absetzung des Obergeschosses vom Parterre charakterisiert. Erhalten sind u.a. schmiedeeiserne Gitter, eine Windfangtür mit geätzter Verglasung und farbige Treppenhausfenster. Bedeutsam aus städtebaulichen und ortsentwicklungsgeschichtlichen Gründen. LfD/2012 | 09264910 |
|                                         | Mietshaus in halboffener Bebauung und in Ecklage, mit Vorgarten | Ludolf-Colditz-Straße 44 (Karte)                                                 | um 1900 (Mietshaus) | malerischer Putzbau im Landhausstil um 1900, Klinker- und Kunststeingliederungen, Zierfachwerk im Traufbereich, Vorlage mit kunstvollem Schwebegiebel und Holzerker, Schablonenmalerei, gestalterische Einheit mit Breslauer Straße 82, straßenbildprägende Lage, ortsentwicklungsgeschichtliche und baugeschichtliche Bedeutung | 09263181 |
|                                         | Villa mit Vorgarten | Ludolf-Colditz-Straße 46 (Karte)                                                 | 1910 (Villa) | asymmetrisch gegliederter Putzbau in historisierenden Formen, Straßenfront mit Seitenrisalit und teils in Holz ausgeführtem Standerker, ortsentwicklungsgeschichtliche und baugeschichtliche Bedeutung | 09264911 |
|                                         | Wohnhaus in halboffener Bebauung mit Einfriedung und Vorgarten | Marienbrunnenstraße 5 (Karte)                                                    | um 1925 (Wohnhaus) | Putzbau in gemäßigt moderner Gestaltung der 1920er Jahre, Putz- und Klinkergliederungen, ortsentwicklungsgeschichtliche und baugeschichtliche Bedeutung | 09264913 |
| Weitere Bilder                          | Mietvilla mit Garten und Gartenpavillon | Marienbrunnenstraße 6 (Karte)                                                    | 1906 (Mietvilla) | abwechslungsreich gestalteter Putzbau in Formen des ausgehenden Historismus, auch Jugendstilanklänge, Kunststein- und Putzgliederungen, teils in Fachwerkkonstruktion ausgeführter Gartenpavillon, ortsentwicklungsgeschichtliche und baugeschichtliche Bedeutung | 09264914 |
|                                         | Wohnhaus in offener Bebauung mit Garten und Einfriedung | Marienbrunnenstraße 8b (Karte)                                                   | 1929 (Wohnhaus) | Putzbau im Stil der klassischen Moderne, kubischer Baukörper mit Flachdach, Klinkergliederungen und keramischer Bauplastik (grünglasiertes Relief), abgestufte Gartenseite mit Vorbau, Terrasse und Balkon, Wohnhaus des Architekten Alfred Liebig (1878–1952), ortsentwicklungsgeschichtliche, baugeschichtliche und baukünstlerische Bedeutung | 09264915 |
|                                         | Wohnhaus in halboffener Bebauung mit Garagenanbau und Einfriedung | Marienbrunnenstraße 9 (Karte)                                                    | 1925 (Wohnhaus) | Putzbau mit interessanter Baukörpergestaltung (Staffelung, Strukturputz, bündig eingesetzte Fenster), Zeugnis des gehobenen Wohnungsbaues der 1920er Jahre, ortsentwicklungsgeschichtliche und baugeschichtliche Bedeutung Denkmaltext 1925 für den Rechtsanwalt Dr. Henke errichtetes Einfamilienhaus, Entwurf von Curt Schiemichen. Gestaffelte Baukörpergestaltung resultiert aus der Anpassung des Gebäudes an das ältere Nachbarhaus. Die Fassaden tragen einen rustikal wirkenden Patschputz, der ebenso wie andere vom Art déco oder Expressionismus beeinflusste Gestaltungselemente (gezackte Fensterrahmungen, Dreieckserker, Farbgebung) auf das Stilempfinden der 1920er Jahre verweist. Das Gebäude zeigt, dass Stötteritz auch in den 1920er Jahren als Wohnort für gehobene Ansprüche gefragt war, hierdurch hat es einen ortsentwicklungsgeschichtlichen Aussagewert. Als bemerkenswertes Beispiel des Privatwohnungsbaues jener Zeit und als Zeugnis für das Schaffen des für Leipzig wichtigen Architekten Curt Schiemichen ist es baugeschichtlich von Bedeutung. LfD/2013 | 09264916 |
|                                         | Mietshaus in offener Bebauung mit Vorgarten und Wasserbecken | Marienbrunnenstraße 10 (Karte)                                                   | um 1900 (Mietshaus) | Putzbau in späthistoristischen Formen, Klinkersockel und Kunststeingliederungen, gartenseitig hölzerner Vorbau mit Balkonabschluss, davor in Stein eingefasstes Wasserbecken, ortsentwicklungsgeschichtliche und baugeschichtliche Bedeutung | 09264917 |
| Direkt Bild zu diesem Denkmal hochladen | Wohnhaus in offener Bebauung, mit Einfriedung und Hausgarten | Marienbrunnenstraße 11 (Karte)                                                   | 1925–1926 (Wohnhaus) | Putzbau in den traditionellen Formen der 1920er Jahre, aufwändige Klinkergliederung, im Detail Art-déco-Einflüsse, Garten in zeittypischer architektonischer Gestaltung, ortsentwicklungsgeschichtliche, baugeschichtliche und gartenkünstlerische Bedeutung Denkmaltext Architekt Curt Schiemichen entwarf 1925 den überaus bemerkenswerten Privatwohnungsbau im Auftrag von Frau Amalie Wilhelmine Emmy verw. Brockmann. Mitinhaber des Architekturbüros Schiemichen war der Dipl.-Ing. Walther Fritzsche. Vorgesehen war das Landhaus für zwei Familien. Die Ausführung übernahm die Firma Asche & Mißbach, das Unternehmen Eisenbau Reinhold Patzschke die Eisenkonstruktionen. Der zweigeschossige Bau sollte Außenflächen teils in grob geputztem Zementmörtel erhalten und teilweise „Flächen als Rohbau von scharf gebrannten Steinen behandelt“ bekommen. Außerordentlich in Szene gesetzt ist der seitliche Eingangsrisalit. Holz-Doppelfenster waren für die Wohnräume vorgesehen mit einem besonderen, bündig gesetzten Blendrahmen, mit Horn oder teilweise mit Eisengarnitur, dazu kamen Rollläden (heute erneuert). Wohn- und Wirtschaftsräume erhielten Füllungstüren, der Fußboden bestand aus Parkett und teilweise „kiefernem Streifenfussboden“. Für die Innentreppe war Kiefernholz bestellt nebst Eichenholz für die Stufen, Steinholzfußboden sollte in den Wirtschaftsräumen eingebaut werden. Die passende Einfriedung bestand aus gemauertem Sockel und ebensolchen Pfeilern sowie zwischengespannten Feldern als gehobeltem Lattenzaun, den schmalen Vorgarten trennt ein Eisenzahn auf Klinkerschwelle. Zum 7. April 1926 datierte die Gestattung der Ingebrauchnahme. Dem Bau kommt ein baugeschichtlicher Wert zu und als Werk des bedeutenden Architekten Curt Schiemichen zudem eine personengeschichtliche und künstlerische Bedeutung. LfD/2014, 2016 | 09264918 |
|                                         | Mietshaus in geschlossener Bebauung und in Ecklage, mit Vorgarten und Einfriedung | Mauersbergerstraße 1 (Karte)                                                     | 1910 (Mietshaus) | Putzbau im Reformstil um 1910, Putz- und Kunststeingliederungen, risalit- und erkerartige Vorbauten, dazwischen Loggien eingespannt, seitliches Zwerchhaus, in gestalterischer Beziehung zum Nachbarhaus Mauersberger Straße 3, ortsentwicklungsgeschichtliche und baugeschichtliche Bedeutung | 09263124 |
|                                         | Wohnanlage, bestehend aus vier Mehrfamilienhäusern (Gletschersteinstraße 30, Gletschersteinstraße 53, Kommandant-Prendel-Allee 110, 110a mit Wachauer Straße 8 und Mauersbergerstraße 2a, 2b), mit Einfriedung, Vorgärten und Mietergärten | Mauersbergerstraße 2a; 2b (Karte)                                                | 1923 (Gletschersteinstraße 23), 1930 (Mauersbergerstraße 2, 2a) | Wohngebäude in offener Bebauung, großzügig eingebettet in Grünbereiche von Vor- und Mietergärten, Putzbauten mit Putzgliederungen und Art-déco-Schmuck, teils Erker mit Holzelementen, einst für Professoren der Leipziger Universität errichtet und städtebauliches Bindeglied zwischen umliegender Villen- und Blockrandbebauung, in den Mietergärten Reste des historischen Obstbaumbestandes, im Gartenareal zwischen Kommandant-Prendel-Allee 110/110a und Gletschersteinstraße 53 Wäschtrockenplatz, ortsentwicklungsgeschichtlich, sozialgeschichtlich und baugeschichtlich von Bedeutung | 09264802 |
|                                         | Mietshaus in geschlossener Bebauung mit Vorgarten und Einfriedung | Mauersbergerstraße 3 (Karte)                                                     | um 1910 (Mietshaus) | Putzbau im Reformstil um 1910, Putz- und Kunststeingliederungen, erkerartige Vorbauten, dazwischen Loggien eingespannt, seitliches Zwerchhaus, in gestalterischer Beziehung zum Nachbarhaus Mauersberger Straße 5, ortsentwicklungsgeschichtliche und baugeschichtliche Bedeutung | 09263126 |
|                                         | Wohnanlage, bestehend aus drei Mehrfamilienhäusern (Gletschersteinstraße 49 und Mauersbergstraße 4/6), mit Einfriedung und Vorgärten | Mauersbergerstraße 4; 6 (Karte)                                                  | 1925 (Wohnanlage) | ansprechend gestalteter Wohnungsbau der 1920er Jahre mit Anklängen des Neuen Bauens, auf flächige Farbwirkung konzipierte Putzfassaden mit Klinkerelementen, Zeugnis des sozialen Wohnungsbaus in der Weimaer Zeit, ortsentwicklungsgeschichtliche, sozialgeschichtliche und baugeschichtliche Bedeutung | 09263127 |
|                                         | Mietshaus in geschlossener Bebauung mit Einfriedung und Vorgarten | Mauersbergerstraße 5 (Karte)                                                     | 1928–1929 (Mietshaus) | Putzbau mit Putzgliederungen, erkerartige Vorbauten, verbunden durch Loggien, lückenschließender Bau der 1920er Jahre in gestalterischer Anlehnung an die älteren Nachbarhäuser, ortsentwicklungsgeschichtliche Bedeutung | 09262891 |
|                                         | Mietshaus in geschlossener Bebauung mit Vorgarten und Einfriedung | Mauersbergerstraße 7 (Karte)                                                     | bezeichnet 1914 (Mietshaus) | Putzbau im Reformstil um 1910, Putzgliederungen, zwei verschiedenhohe Erkervorbauten, verbunden durch Loggien, seitliches Zwerchhaus mit Schweifgiebel, in gestalterischer Beziehung zu Mauersberger Straße 1 und 3, ortsentwicklungsgeschichtliche und baugeschichtliche Bedeutung | 09263128 |
|                                         | Mietshaus in halboffener Bebauung mit Vorgarten und Einfriedung | Mauersbergerstraße 8 (Karte)                                                     | um 1910 (Mietshaus) | Putzbau im Reformstil um 1910, Putzgliederungen, zwei, durch Loggien verbundene Erkervorbauten, seitliches Dachhaus, ortsentwicklungsgeschichtliche und baugeschichtliche Bedeutung | 09263129 |
|                                         | Mietshaus in geschlossener Bebauung und in Ecklage, mit Einfriedung und Vorgarten | Mauersbergerstraße 9 (Karte)                                                     | 1914 (Mietshaus) | Putzbau im Reformstil um 1910, Putzgliederungen, Fassadenbild durch Erker und Vorbauten geprägt, ortsentwicklungsgeschichtliche Bedeutung | 09263130 |
|                                         | Wohnhaus in offener Bebauung, mit Einfriedung und Hausgarten | Mauersbergerstraße 14 (Karte)                                                    | 1933–1934 (Wohnhaus) | Putzbau mit Klinkergliederungen, Einflüsse des Neuen Bauens, charakteristische Schmuckgitter, Rückseite mit Eckfenstern und Anbau, geometrisch strukturierter Garten in gestalterischer Einheit mit dem Gebäude, im Vorgartenbereich Vogeltränke (kreisrundes Wasserbecken und Putte mit einem Fisch aus Kunststein), ortsentwicklungsgeschichtliche und baugeschichtliche Bedeutung | 09262886 |
|                                         | Wohnhaus in offener Bebauung mit Vorgarten | Mauersbergerstraße 17 (Karte)                                                    | um 1930 (Wohnhaus) | Putzbau in gemäßigt modernen Formen um 1930, zurückhaltende Klinkergliederungen und Fensterläden, straßenseitiger Vorbau mit Balkonabschluss, daneben Eckterrasse mit Freitreppe, ortsentwicklungsgeschichtliche und baugeschichtliche Bedeutung | 09262888 |
|                                         | Wohnhaus in offener Bebauung und in Ecklage, mit Einfriedung und Vorgarten | Mauersbergerstraße 19 (Karte)                                                    | um 1930 (Wohnhaus) | Putzbau in gemäßigt modernen Formen um 1930, Klinkergliederungen, Aufwertung des äußeren Erscheinungsbildes durch verschiedenen Anbauten, u. a. architektonisch interessantes Treppenhaus, ortsentwicklungsgeschichtliche und baugeschichtliche Bedeutung | 09262889 |
|                                         | Fabrikgebäude in halboffener Bebauung und in Ecklage | Melscher Straße 1 (Karte)                                                        | 1906 (Fabrikgebäude) | ehemalige Druckerei, streng gegliederte Klinkerfassade zwischen Späthistorismus und Jugendstil, Steinsockel, abgeschrägte Ecke mit Giebelbekrönung, Zeugnis der Geschichte Leipzigs als Stadt des Druck- und Verlagswesens, ortsentwicklungsgeschichtliche, baugeschichtliche und industriegeschichtliche Bedeutung | 09264919 |
|                                         | Mietshaus in geschlossener Bebauung | Melscher Straße 3 (Karte)                                                        | um 1910 (Mietshaus) | Putzfassade im Reformstil um 1910, mit Putzgliederungen, ortsentwicklungsgeschichtliche und baugeschichtliche Bedeutung | 09264920 |
|                                         | Mietshaus in geschlossener Bebauung | Melscher Straße 4 (Karte)                                                        | 1905 (Mietshaus) | elegante Putzfassade im Sinne der sich vom Historismus abwendenden Reformarchitektur, flache Vorlage mit akzentuierendem Putzdekor, ortsentwicklungsgeschichtliche und baugeschichtliche Bedeutung | 09264921 |
| Direkt Bild zu diesem Denkmal hochladen | Mietshaus in geschlossener Bebauung und in Ecklage | Melscher Straße 5 (Karte)                                                        | um 1910 (Mietshaus) | stattlicher Putzbau im Reformstil um 1910, Steinsockel und Putzgliederungen, abwechslungsreiches, straßenbildprägendes Erscheinungsbild durch Erker, Schaugiebel und verschiedene Dachausbauten, Eckladen, ortsentwicklungsgeschichtliche und baugeschichtliche Bedeutung | 09264922 |
|                                         | Mietshaus in geschlossener Bebauung | Melscher Straße 6 (Karte)                                                        | um 1905 (Mietshaus) | Klinkerfassade in Formen des ausklingenden Historismus, mit Kunststeinelementen, ortsentwicklungsgeschichtliche Bedeutung | 09299323 |
|                                         | Mietshaus in geschlossener Bebauung | Melscher Straße 8 (Karte)                                                        | um 1905 (Mietshaus) | gelbe Klinkerfassade mit späthistoristischen Nachklängen und Jugendstildekorationen, Kunststeingliederungen, ortsentwicklungsgeschichtliche und baugeschichtliche Bedeutung | 09264923 |
|                                         | Doppelmietshaus in geschlossener Bebauung und in Ecklage | Melscher Straße 10a; 10b (Karte)                                                 | 1905 (Doppelmietshaus) | straßenbildprägender Putzbau in neobarocken Formen mit Anklängen des nachhistoristischen Reformstils, Kunststein- und Putzgliederungen, risalitartige Eckgestaltung mit Zwerchhausabschluss, Hausdurchgang und Laden, ortsentwicklungsgeschichtliche und baugeschichtliche Bedeutung | 09264924 |
|                                         | Doppelmietshaus in halboffener Bebauung und in Ecklage | Melscher Straße 12a; 12b (Karte)                                                 | 1905 (Doppelmietshaus) | Klinkerfassaden in späthistoristischen Formen mit Jugendstileinschlag, aufwändige Klinker- und Kunststeingliederungen, abgeschrägte Ecke mit Fassadenwirkung, ehemals Läden, ortsentwicklungsgeschichtliche und baugeschichtliche Bedeutung | 09264925 |
|                                         | Wohnanlage (Melscher Straße 14, 16, 18, 20, 22 und Untere Eichstädtstraße 2a) in halboffener Bebauung | Melscher Straße 14; 16; 18; 20; 22 (Karte)                                       | 1933–1936 (Wohnanlage) | schlichte, in Blockrandbebauung errichtete Putzbauten mit sparsamer Klinkergliederung, Zeugnisse des sozialen Wohnungsbaues der NS-Zeit, ortsentwicklungsgeschichtliche, baugeschichtliche und sozialgeschichtliche Bedeutung Denkmaltext Die Wohnanlage entstand als „steuerbefreiter Kleinwohnungsbau“ in den Jahren 1934 bis 1936 im Auftrag der Wohnungs- und Geschäftshaus-Baugesellschaft mbH. Deren Geschäftsführer, der Baumeister Rudolf Peuser, übernahm die Ausführung. Verantwortlicher Architekt war Clemens Lohmer. Jedes Gebäude wurde gesondert beantragt und in unterschiedlichen Zeitabläufen errichtet, zunächst entstand 1933/34 das Haus Untere Eichstädtstraße 2a, diesem folgten 1934/35 Melscher Straße 20, 22 (bis 12. Januar 1935), 1934–1936 Melscher Straße 18, 1935/36 Melscher Straße 16 und 1936 Melscher Straße 14 als Abschluss (Schlussabnahme 30. Dezember). In den Häusern der Melscher Straße liegen hinter den viergeschossigen Putzfassaden über Klinkersockel pro Etage zwei Wohnungen mit jeweils Stube, Kammer, Küche und WC. Auf einen Badeinbau wurde zunächst aus Kostengründen einerseits, wegen einer eventuell schwierigen Vermietbarkeit durch erhöhte Mieten andererseits verzichtet. Um jeweils eine projektierte Dachwohnung pro Haus entspann sich ein hartnäckiges Ringen mit den Baubehörden. Das viergeschossige Eckwohnhaus Untere Eichstädtstraße 2a hat drei Wohnungen je Etage, die ebenfalls nur aus Stube, Kammer und Küche bestehen, sowie zwei Dachwohnungen. Wie bei den anderen Häusern ist im Keller eine straßenseitig zugängliche Garage eingebaut. Im Hofbereich der Anlage entstand 1936 ein gemeinsamer Kinderspielplatz. Das Ensemble führte die Quartierbebauung zum Abschluss und sollte der gravierenden Wohnungsnot in den 1920er Jahren entgegenwirken. Der Grundstücks-Kaufpreis übrigens ist mit 219,78 Reichsmark je laufender Meter Frontlänge angegeben. Anschaulich zeigen die schlichten Fassaden, wie auch mit wenig Aufwand und trotz des Fehlens Effekt erhaschender Gliederungselemente ansprechender sozialer Wohnungsbau möglich war. Erhalten geblieben sind Teile der originalen, schlichten Ausstattung. Die Hofseite ist durch den Anbau von Balkonen in ihrem Erscheinungsbild heute verändert (2002 Sanierung und Modernisierung). LfD/2006 | 09299287 |
| Weitere Bilder                          | Platzanlage | Naunhofer Straße (Karte)                                                         | bezeichnet 1904 (Schmuckplatz) | dreieckiger, für die Zeit um 1900 charakteristischer Schmuckplatz mit Wegesystem, Stützmauer und altem Gehölzbestand sowie großem liegendem Findling, stadtgestalterisches Pendant zum Gustav-Schwabe-Platz, stadtgeschichtlich, städtebaulich und gartenkünstlerisch von Bedeutung | 09264804 |
| Direkt Bild zu diesem Denkmal hochladen | Allee mit Grünstreifen und Wegepflaster | Naunhofer Straße - (Karte)                                                       | um 1900 (Allee) | zwei- und vierreihige Platanenallee sowie Reste einer vierreihigen Lindenallee, Fußwege mit Mosaiksteinpflaster, ortsentwicklungsgeschichtlich und straßenbildprägend von Bedeutung | 09304632 |
|                                         | Gedenkstein für Caspar René Gregory | Naunhofer Straße - (Karte)                                                       | 1927 (Gedenkstein) | zur Erinnerung an den Theologen Prof. Dr. Caspar René Gregory (1846–1917), Granitsockel mit Gedenktafel in Porphyrtuff, ausgeführt von Max Alfred Brumme, personengeschichtliche, künstlerische und kunstgeschichtliche Bedeutung | 09264946 |
|                                         | Platzanlage | Naunhofer Straße - (Karte)                                                       | um 1900 (Straßenraum) | Straßenerweiterung der Naunhofer Straße, straßenbildprägender Stadtraum mit Grüninsel, eingefasst durch Baumreihen, im Inselbereich Kastanien, an den Fußwegen Linden, ortsentwicklungsgeschichtlich und städtebaulich von Bedeutung | 09264957 |
| Weitere Bilder                          | Wohnblock (mit Bauplastik) in Ecklage sowie Vorgarten und zwei Toreinfahrten | Naunhofer Straße 14; 16; 18 (Karte)                                              | 1938–1939 (Wohnblock) | Putzbau mit akzentuierender Natursteingliederung, Bauplastik Figurengruppe Familie von Johannes Göldel, Zeugnis des Wohnungsbaus der NS-Zeit, ortsentwicklungsgeschichtliche, baugeschichtliche, künstlerische und kunstgeschichtliche Bedeutung | 09264926 |
|                                         | Wohnhaus in offener Bebauung und in Ecklage, mit Garten und Einfriedung | Naunhofer Straße 20 (Karte)                                                      | 1926–1927 (Wohnhaus) | privater Wohnungsbau der 1920er Jahre, baugeschichtlich und ortsteilentwicklungsgeschichtlich von Bedeutung, Bestandteil des Stötteritzer Villenviertels Denkmaltext Auf Thonberger Flur in Ecklage zum Egon-Erwin-Kisch-Weg war 1925 zunächst ein Eigenheim für den Verlagsbuchhändler Elert Seemann vorgesehen, wofür Architekt Willy Schellhorn Entwürfe beisteuerte. Im Folgejahr trat der Bauherr vom Erbbauvertrag mit dem Leipziger Johannishospital zurück und das Grundstück wurde nun bis 1927 mit einem Einfamilienwohnhaus für Sportschriftsteller Erich Chemnitz bebaut. Entwurf, Ausführung sowie statische Berechnungen und die Bauleitung übernahm Architekt Erich Henning aus Leipzig-Reudnitz. Zum 10. November 1927 erfolgte die Gestattung der Ingebrauchnahme. Selbiger Bauherr beantragte im Dezember 1933 den Einbau einer Dachgeschosswohnung (Architekt H. F. H. Naumann) und ließ in den Jahren 1950/1951 das durch Kriegseinwirkung zerstörte Dach wieder aufbauen. Entwürfe lieferten die Architekten Bock & Paatzsch, die praktischen Arbeiten übernahm Baumeister Arthur Seifert. Auffallend sind das hohe Schopfwalmdach, die für Weinspaliere vorgesehenen Putzflächen der Hauptschauseite, ein übers Eck konzipierter Standerker sowie eine in Sichtklinkerbauweise errichtete Veranda-Balkon-Anlage zur Gartenseite. Die untere Etage besaß Speise- und Herrenzimmer, Küche mit Speisekammer, Halle und Diele, im Obergeschoss waren Arbeitszimmer und ein Büro eingerichtet, das Schlafzimmer und ein Kinderzimmer vorgesehen, hier auch das Bad mit WC. Waschküche und Heizung lagen im Keller, unter dem Dach Fremdenzimmer, Mädchenkammer sowie Bodenkammern und Trockenboden. Vom Februar 1927 datieren Zeichnungen für die Einfriedung. Von besonderem Wert sind die erlesene Art-déco-Ausmalung und andere original erhaltene wandfeste Ausstattungselemente im Haus. Künstlerisch und baugeschichtlich von Bedeutung, Bestandteil des qualitätvollen Stötteritzer Villenviertels. LfD/2013 | 09304723 |
|                                         | Wohnblock in Ecklage, mit Vorgarten, Einfriedung und rückwärtigem Wohnhof | Naunhofer Straße 21; 23; 25 (Karte)                                              | bezeichnet 1934 (Wohnblock) | Putzbau mit Natursteinelementen, Straßenfront durch Treppenhausrisalite mit flankierenden Balkonen gegliedert, über den Hauseingängen mit Natursteinrahmungen Hausbezeichnungen in Metallschrift, Hofanlage mit Wäschetrockenplatz, Klopfstangen und Wegepflasterung, Zeugnis des Wohnungsbaues der NS-Zeit, ortsentwicklungsgeschichtliche und baugeschichtliche Bedeutung | 09262757 |
| Weitere Bilder                          | Villa mit Einfriedung und Villengarten mit Gartenpavillon sowie Tierplastik und Brunnenplastik | Naunhofer Straße 24 (Karte)                                                      | 1925 (Villa), 1926 (Gartenpavillon) | nobel gestalteter Putzbau in Nachfolge des Reformstils um 1915, reich gegliederter Baukörper mit aufwändigen Details, in seiner historischen Struktur erhaltener Garten im architektonischen Stil mit charakteristischer Bodenmodellierung, Wegeführung, altem Gehölzbestand und bildhauerischer Ausstattung, baugeschichtliche, ortsentwicklungsgeschichtliche und gartenkünstlerische Bedeutung | 09264927 |
| Weitere Bilder                          | Villa mit Einfriedung und Vorgarten | Naunhofer Straße 26 (Karte)                                                      | 1922–1924 (Villa), 1923–1924 (Einfriedung) | ansprechend gestalteter Putzbau mit Art-déco-Schmuckelementen, durch hohes gebrochenes Dach und Fensterläden Betonung des Landhauscharakters, ortsentwicklungsgeschichtliche und baugeschichtliche Bedeutung Denkmaltext Einreichung des Bauantrages für Landhaus und Gartenhaus am 17. Juni 1922 durch den Bauherren, den Leipziger Verlagsbuchhändler Adolph Schumann. Der Architekturentwurf von Bauanwalt Richard Wagner, die Ausführung durch die Fa. H. Br. Oehlschlegel. Errichtung des auf dem Eckgrundstück Marienbrunnenstraße liegenden Wohnhauses hauptsächlich 1923, die Schlussabnahme am 2. April 1924. Sanierung 1999–2000 mit einhergehender Beseitigung der Ausstattung, einschließlich Treppe und Parkettfußböden, lediglich ein Kamin ist erhalten. Der sachlich konzipierte Putzbau nur eingeschossig mit hohem ausgebauten Dachgeschoss. Akzentuierung des Baukörpers durch einen Standerker mit Austritt, den Hauszugang mit Treppenanlage und die Details im Stil der Landhausarchitektur, insbesondere Fensterklappläden. Von besonderem Interesse die 1923–1924 erbaute Einfriedung mit Art-déco-Reminiszenz. Vom ehemaligen Gartenareal nach Grundstücksteilung nur noch Restfläche erhalten, diese im Zuge der Gebäudesanierung umgestaltet. LfD/2007, 2013 | 09264928 |
|                                         | Mietshaus in halboffener Bebauung, mit Vorgarten, Garten und Einfriedung | Naunhofer Straße 27 (Karte)                                                      | um 1905 (Mietshaus) | markanter Putzbau in Formen des ausgehenden Historismus mit Jugendstileinschlag, Putzgliederungen, über Erker geschwungener Schaugiebel, aufwändige Einfriedung mit Klinkerpfosten und schmiedeeisernen Zaunsfeldern, bauliche Einheit mit Schönbachstraße 20, ortsentwicklungsgeschichtliche und baugeschichtliche Bedeutung | 09264929 |
|                                         | Doppelvilla mit Einfriedung und Garten | Naunhofer Straße 28; 30 (Karte)                                                  | um 1895 (Mietvilla) | Putzfassade in historistischen Formen, Gliederungselemente in Putz und Stuck sowie Kunst- und Naturstein, Eckquaderung und Attika, ortsentwicklungsgeschichtliche und baugeschichtliche Bedeutung | 09264931 |
|                                         | Villa mit Einfriedung und Villengarten | Naunhofer Straße 29 (Karte)                                                      | 1910 (Villa) | im Sinne des romantischen Historismus burgartiger Putzbau, zur Straße Eckturm und Terrasse mit Pergola, Traufgestaltung mit angedeuteten Zinnen und Ecktürmchen, neben neuromanischen und neugotischen Stilelementen auch neorenaissancistische und barockisierende Formen, starke Verknüpfung zwischen Villenbau und umgebenden Garten, ortsentwicklungsgeschichtliche, baugeschichtliche und gartengeschichtliche Bedeutung | 09264930 |
|                                         | Villa mit Garten | Naunhofer Straße 31 (Karte)                                                      | um 1900 (Villa) | asymmetrisch gegliederter Putzbau im Landhausstil, späthistoristische und jugendstilige Formen, Kunststeinelemente, an der Hauptfront Seitenrisalit mit kleinem Standerker, Zierfachwerk und Gesprenge, zur Breslauer Straße weiterer Erker, ebenfalls mit Zierfachwerk, Walmdach durch Belvedere bekrönt, Wohnsitz des evangelischen Theologen und Universitätsprofessors Caspar René Gregory (1846–1917), ortsentwicklungsgeschichtliche, baugeschichtliche und personengeschichtliche Bedeutung | 09264932 |
|                                         | Doppelvilla mit Einfriedung und Garten | Naunhofer Straße 32; 34 (Karte)                                                  | um 1895 (Mietvilla) | historistischer Putzbau mit Klinkergliederungen und Stuckelementen, Straßenfront mit leicht vortretender Vorlage, schmiedeeiserne Einfriedung mit Klinkersockel und -pfeilern, ortsentwicklungsgeschichtliche und baugeschichtliche Bedeutung | 09264933 |
|                                         | Mietvilla mit Einfriedung und Vorgarten | Naunhofer Straße 33 (Karte)                                                      | um 1900 (Mietvilla) | Putzbau im Landhausstil um 1900, weitgehend zurückhaltende Putz- und Kunststeingliederungen sowie typisches Zierfachwerk, markanter Erker mit Turmaufsatz zur Betonung der Ecksituation, ortsentwicklungsgeschichtliche und baugeschichtliche Bedeutung | 09264934 |
|                                         | Doppelmietshaus in offener Bebauung mit Vorgarten, Garten und Einfriedung | Naunhofer Straße 35; 37 (Karte)                                                  | 1890 (Doppelmietshaus) | historistischer Putzbau mit Putz- und Kunststeingliederungen, symmetrische Aufteilung der Straßenfront, zwei Risalite, kräftige Fensterverdachungen auf Konsolen, schmiedeeiserne Einfriedung mit Betonsockel und -pfosten, ortsentwicklungsgeschichtliche und baugeschichtliche Bedeutung | 09264935 |
|                                         | Villa mit Vorgarten | Naunhofer Straße 39 (Karte)                                                      | um 1905 (Villa) | Putzbau im Landhausstil um 1900, asymmetrisch gegliederter Baukörper und stiltypisches Zierfachwerk, verschiedene Vor- und Anbauten, seitlich über Standerker zweigeschossiger Holzbalkon, ortsentwicklungsgeschichtliche und baugeschichtliche Bedeutung | 09262444 |
|                                         | Mietvilla mit Vorgarten und Einfriedung | Naunhofer Straße 40 (Karte)                                                      | um 1900 (Mietvilla) | ansprechender Putzbau mit Kunststeingliederungen, charakteristisches Beispiel der Villenarchitektur um 1900 mit historistischen Nachklängen und deutlichen Einflüssen des aufkommenden Reformstils, gediegene Detailgestaltung, von historischer Einfriedung wohl Klinkersockel und gemauerte Eckeinfassung erhalten, ortsentwicklungsgeschichtliche und baugeschichtliche Bedeutung | 09264936 |
|                                         | Mietshaus in offener Bebauung und in Ecklage, mit Garten, Vorgarten und Einfriedung | Naunhofer Straße 41 (Karte)                                                      | 1934–1935 (Mietshaus), 1935 (Vorgarten), 1935 (Garten), 1935 (Einfriedung) | Putzbau mit Klinkergliederungen, Einzelformen in Anlehnung an die Moderne der 1920er Jahre, ortsentwicklungsgeschichtlich und baugeschichtlich von Bedeutung Denkmaltext Die Bauakte beginnt mit einem Zergliederungsantrag von Erich Töpfer 1933 und Entwürfen für ein elegantes Dreifamilienwohnhaus von Baumeister und Architekt Hanns Liebmann. Zahnarzt Dr. med. dent. Otto Miehe fungierte als Unternehmer und das Baugeschäft Bernhard Ströfer sollte die Umsetzung des Vorhabens in den Jahren 1934–1935 übernehmen. Im Dachbereich werden 1939 und 1943 jeweils eine weitere Mädchenkammer eingebaut. Voll- und Wabensteine wurden in den äußeren Mauerwerkswänden in Mörtel gelegt, während die Innenwände mit Ausnahme derer im Kellergeschoss aus Leichtbauplatten bezeichnet in Rabitztechnik herzustellen waren. Über die verbrochene Ecke erfolgte der Hauptzugang für die beiden oberen Wohnungen, jene im Erdgeschoss erhielt einen eigenen Eingang über die damalige Eichstädtstraße. Kratzputz wurde für die äußeren Ansichtsflächen vorgesehen und Buntklinker für architektonische Gliederungen sowie die Sockelausbildung verwendet. Allseitig abgewalmt erscheint das mit Bibelschwänzen in Doppeldeckung versehene Dach. Neben modernem Komfort erfolgte die Ausgestaltung der Wohnungen „in einfacher und zweckmäßiger Weise“, u. a. durch Kastenfenster und Geschosstreppen aus Eichenholz. Mit Einschub und Schlackenausfüllung hergestellt wurden die Decken. Nicht bebaute Flächen des gut 770 m² großen Grundstückes erhielten eine Gartengestaltung. Drei Linden, im Vorgarten dicht hinter den Zaun gepflanzt, haben für den Straßenraum Bedeutung und rahmen das Haus, je nach Standpunkt des Betrachters. An der Grenze zum Nachbargrundstück Naunhofer Straße 39 stehen zwei weitere Linden, die den Garten dort räumlich fassen und den Einblick vom Nachbarhaus verhindern. Eine im Garten belassene Betonbeetkante deutet auf eine einstige regelmäßige Gartenanlage hin. Reste der Wegeführung sind unter der Grasnarbe zu vermuten. Die Grundstückseinfriedung mit teils Holz-, teils Klinkerpfosten und hölzernen Zaunfeldern. Ortsbaugeschichtlich von Bedeutung als Zeugnis privaten Wohnungsbaues in der ersten Hälfte der 1930er Jahre. LfD/2012 | 09264937 |
|                                         | Wohnhaus mit Garten und Einfriedung | Naunhofer Straße 44 (Karte)                                                      | 1930 (Wohnhaus) | zeittypischer Putzbau in klarer, architektonischer Formensprache, runder Eckerker und hohes Walmdach, ortsentwicklungsgeschichtlich und baugeschichtlich von Bedeutung | 09264938 |
|                                         | Mietshausgruppe in offener Bebauung | Naunhofer Straße 45; 47; 49 (Karte)                                              | um 1910 (Mietshaus) | rhythmisch gegliederte Putzbauten im Reformstil um 1910, Putz- und Kunststeingliederungen, kastenförmige Erker, überfangen durch elegant geschweifte Giebel, ortsentwicklungsgeschichtliche und baugeschichtliche Bedeutung | 09264939 |
|                                         | Villa mit Resten der Einfriedung und Garten | Naunhofer Straße 46 (Karte)                                                      | 1904 (Villa) | Putzbau des ausgehenden Historismus mit barockisierenden Formen, Putzgliederungen und Mittelrisalit mit geschwungenem Giebel, davor runder Standerker, Einfriedungsreste Eisensäulen, ortsentwicklungsgeschichtlich und baugeschichtlich von Bedeutung | 09299073 |
|                                         | Villa mit Garten | Naunhofer Straße 48 (Karte)                                                      | 1910 (Villa) | Putzbau im Reformstil um 1910, verschiedene Anbauten und malerische Dachgestaltung sowie akzentuierende Reliefs, ortsentwicklungsgeschichtlich und baugeschichtlich von Bedeutung | 09264940 |
|                                         | Mietshaus in offener Bebauung | Naunhofer Straße 50 (Karte)                                                      | 1920 (Mietshaus) | in rückwärtiger Grundstückslage, Putzbau mit Kunststeinelementen, Art-déco-Einfluss, Horizontalgliederung durch Sohlbankgesimse, dreieckiger Treppenhausvorbau, Loggien an der Giebelseite ebenfalls winklig vortretend, ortsentwicklungsgeschichtliche und baugeschichtliche Bedeutung | 09264941 |
| Direkt Bild zu diesem Denkmal hochladen | Laternenmast | Naunhofer Straße 50 (vor) (Karte)                                                | um 1900 (Laterne) | Eisenguss, geschwungenes Kopfstück, Seltenheitswert, technikgeschichtliche Bedeutung | 09299328 |
|                                         | Mietshaus in halboffener Bebauung | Naunhofer Straße 51 (Karte)                                                      | um 1915 (Mietshaus) | Putzbau im Reformstil um 1915, Putz- und Kunststeingliederungen, Fassadenbild durch Erker mit dazwischen liegenden Loggien geprägt, im Dachbereich Rundgiebel, von Gaupen flankiert, ortsentwicklungsgeschichtliche und baugeschichtliche Bedeutung | 09264942 |
|                                         | Mietshaus in geschlossener Bebauung | Naunhofer Straße 52 (Karte)                                                      | um 1910 (Mietshaus) | Putzbau im Reformstil um 1910, Kunststeinelemente und Putzreliefs, zwei unterschiedlich hohe Kastenerker, verbunden durch Loggien in aufwändiger Holzkonstruktion, ortsentwicklungsgeschichtliche und baugeschichtliche Bedeutung | 09264943 |
|                                         | Doppelmietshaus in geschlossener Bebauung mit Garage | Naunhofer Straße 53; 55 (Karte)                                                  | 1929 (Doppelmietshaus) | Putzbau mit Putz- und Kunststeingliederungen, rhythmisches Fassadenbild, vier Erker und typische spitzige Formen der 1920er Jahre, ortsentwicklungsgeschichtliche und baugeschichtliche Bedeutung | 09264944 |
|                                         | Mietshaus in geschlossener Bebauung | Naunhofer Straße 54 (Karte)                                                      | um 1910 (Mietshaus) | Putzbau im Reformstil um 1910, Putzgliederungen und akzentuierender Reliefschmuck, in der Mitte breiter Erker, die seitliche Achsen als Loggien geöffnet, schöne schmiedeeiserne Gitter, Tordurchfahrt und Laden, ortsentwicklungsgeschichtliche und baugeschichtliche Bedeutung | 09264947 |
|                                         | Mietshaus in geschlossener Bebauung | Naunhofer Straße 56 (Karte)                                                      | 1912 (nach Auskunft) | Putzbau im Reformstil um 1910, Putzgliederungen und Kunststeinelemente, Erker in Verbindung mit Loggien, seitliches Zwerchhaus, gestalterische Beziehung zum Nachbarhaus Naunhofer Straße 58, ortsentwicklungsgeschichtliche und baugeschichtliche Bedeutung | 09264948 |
|                                         | Mietshaus in halboffener Bebauung | Naunhofer Straße 57 (Karte)                                                      | 1916 (Mietshaus) | Putzbau im Reformstil um 1910/15, Putz- und Kunststeingliederungen, typische Fassadengestaltung mit zwei, durch Loggien verbundenen Erkern, großes spitzgiebliges Zwerchhaus, ortsentwicklungsgeschichtliche und baugeschichtliche Bedeutung | 09264945 |
|                                         | Mietshaus in geschlossener Bebauung | Naunhofer Straße 58 (Karte)                                                      | um 1910 (Mietshaus) | mit Laden, Putzbau im Reformstil um 1910, Putzgliederungen und Kunststeinelemente, sparsamer Reliefschmuck, zwei Erker in Verbindung mit Loggien bzw. Balkonen, seitliches Zwerchhaus, gestalterische Beziehung zum Nachbarhaus Naunhofer Straße 56, ortsentwicklungsgeschichtliche und baugeschichtliche Bedeutung | 09264950 |
|                                         | Mietshaus in geschlossener Bebauung | Naunhofer Straße 59 (Karte)                                                      | um 1910 (Mietshaus) | Putzbau im Reformstil um 1910, Putz- und Kunststeingliederungen, akzentuierende Reliefschmuck, Doppelerker und großes, seitlich angeordnetes Zwerchhaus, ortsentwicklungsgeschichtliche und baugeschichtliche Bedeutung | 09264951 |
|                                         | Mietshaus in geschlossener Bebauung und in Ecklage | Naunhofer Straße 60 (Karte)                                                      | um 1910 (Mietshaus) | Putzbau im Reformstil um 1910, zurückhaltende Putzgliederungen, prägende Elemente Erker und Zwerchhäuser, ortsentwicklungsgeschichtliche und baugeschichtliche Bedeutung | 09264952 |
|                                         | Doppelmietshaus in geschlossener Bebauung einer Häuserzeile mit Läden | Naunhofer Straße 61; 63 (Karte)                                                  | 1933 (Doppelmietshaus) | Putzbau mit Klinkergliederungen, gestalterische Anklänge an das Neue Bauen, je Haus Doppelerker, ortsentwicklungsgeschichtliche und baugeschichtliche Bedeutung | 09264953 |
|                                         | Doppelwohnhaus in offener Bebauung mit Vorgarten | Naunhofer Straße 62; 64 (Karte)                                                  | 1934–1935 (Doppelwohnhaus) | Putzfassade mit Klinkergliederungen, Gestaltung in Anlehnung an die modernen Formen der 1920er Jahre, ortsentwicklungsgeschichtlich und baugeschichtlich von Bedeutung Denkmaltext Entwurf und Bauleitung für das Doppelwohnhaus sowie die Einfriedung übernahm der Architekt und Ingenieur Dr. H. Merkel, dessen Büro in der Schleußiger Tischbeinstraße ansässig war, bis 31. Dezember 1938 waren die Grundstücke als Naunhofer Straße 34 und 36 eingetragen. Während Merkel das Haus Nummer 62 für die eigene Nutzung konzipierte ist für die zweite Haushälfte als Auftraggeber Herr Walter Bammler genannt. Mit der Ausführung waren das Baugeschäft Walther Rühl sowie das Baugeschäft Hoch-, Tief- und Eisenbetonbau von Baumeister J. Zuber beauftragt. Das Merkelsche Haus entstand von Februar 1934 bis April 1935 und erfuhr im Mai 1936 die Anerkennung als steuerbefreiter Kleinwohnungsbau. Nachbarhaus Nummer 64 wurde am 31. Januar 1934 beantragt, die Schlussabnahme erfolgte bereits im September des gleichen Jahres. Leipziger Kratzputz wurde mit Klinkerverblendung kombiniert und im Ergebnis entstand nebst querliegenden Fenstern und recht hohem Ziegeldach eine moderne, dem Stilempfinden der späten 1920er und frühen 1930er Jahre verpflichtete Fassade. Die Ausstattung ist weitgehend original erhalten. Von besonderem Interesse ist der Bau als Dokument des privaten Wohnungsbaus der 1930er Jahre in Leipzig auch im Hinblick auf einen plötzlichen markanten Abbruch der Bautätigkeit im Mietshausbau insgesamt. Verstärkt waren nun Privatinvestoren auf ausgewiesenen Flächen in kleinen und größeren Siedlungszusammenhängen gefragt. In Rede stehendes Wohngebäude sticht architektonisch aus der Vielzahl von in den 1930er Jahren in Leipzig (und Umland) errichteten Wohnhäusern hervor und zeigt städtebaulich eindrücklich den Abbruch der Mietshausbebauung an der Kommandant-Prendel-Allee und den Übergang zu freistehenden Einzel- und Mehrfamilienhäusern mit Vor- und Hausgärten. Gerade im besagten Stötteritzer Areal zwischen Prager Straße und Kolmstraße wird so eine stadtplanerisch bemerkenswerte Überleitung der Mietshausquartiere in den durch Kleingärten und Sportanlagen durchsetzten Landschaftsraum vollzogen. Das beinahe unverändert erhaltene Doppelhaus Naunhofer Straße 62/64 besitzt einen wissenschaftlich-dokumentarischen Wert und ist architekturgeschichtlich von Interesse. LfD/2011 | 09303764 |
|                                         | Mietshaus in geschlossener Bebauung | Naunhofer Straße 65 (Karte)                                                      | um 1910 (Mietshaus) | Putzbau im Reformstil um 1910, Putz- und Kunststeingliederungen, dominanter, einseitig von Balkons flankierter Kastenerker, verbunden mit Zwerchhaus, beide mit geschweiften Giebeln, Reliefschmuck, ortsentwicklungsgeschichtliche und baugeschichtliche Bedeutung | 09264954 |
|                                         | Mietshaus in geschlossener Bebauung und in Ecklage | Naunhofer Straße 67 (Karte)                                                      | 1914 (Mietshaus) | Putzbau im Reformstil um 1910, Putzgliederungen, Erscheinungsbild durch Erker und Loggien geprägt, zur Kommandant-Prendel-Allee Zwerchgiebel mit bewegtem Umriss, ortsentwicklungsgeschichtliche und baugeschichtliche Bedeutung | 09264955 |
|                                         | Wohnhaus in offener Bebauung und in Ecklage, mit Vorgarten und Einfriedung | Naunhofer Straße 69 (Karte)                                                      | 1908–1909 (Wohnhaus) | Putzbau im Reformstil um 1910, akzentuierende Putzgliederungen, Hauptfront mit Mittelrisalit und Loggien im Obergeschoss, ortsentwicklungsgeschichtliche und baugeschichtliche Bedeutung Denkmaltext Der Reformstilbau in Ecklage zur Kommandant-Prendel-Allee entstand als Zweifamilien-Landhaus in den Jahren 1908/1909. Architekt Oscar George konzipierte zunächst einen Bau im Eigenauftrag, mit einem zweiten Entwurf wurde hernach auf die Bedürfnisse der neuen Besitzer Gebrüder Richard Albin und Bernhard Richard Sternkopf eingegangen. Oberaufsicht im Bauverlauf führten der Maurerpolier Emil Richard Beyer sowie der Architekt Erich Ruppe. Die Gebrüder Steinkopf waren Inhaber der Eisengießerei in der Zweinaundorfer Straße. In den Jahren 1921–1923 sowie 1938 Errichtung von heute nicht mehr vorhandenen Garagen. Nach Jahren des Leerstands Sanierung 2011–2013 mit umfänglichem Ersatz der Originalsubstanz an Decken und Zwischenwänden, infolge Grundstücksteilung ging die Gartenanlage verlustig. Markanter Eckbau zwischen geschlossenen Mietshausreihen und freizügigen Villengrundstücken, baugeschichtlich und ortshistorisch als Wohnhaus der Eisengießereibesitzer Steinkopf von Bedeutung. LfD/2012 | 09264956 |
| Weitere Bilder                          | Mietshaus in halboffener Bebauung | Oberdorfstraße 10 (Karte)                                                        | um 1910 (Mietshaus) | Putzfassade im Reformstil um 1910, elegante Putzgliederungen und akzentuierender Putzdekor, ortsentwicklungsgeschichtliche und baugeschichtliche Bedeutung | 09262751 |
| Weitere Bilder                          | Einzeldenkmale der Sachgesamtheit Rittergut Stötteritz: Herrenhaus, Verwalterhaus, zwei Scheunen, Stallgebäude, Remise, Brunnenschacht und Einfriedung mit Toreinfahrt (siehe auch Sachgesamtheitsdokument – Obj. 09304595) | Oberdorfstraße 15; 15a (Karte)                                                   | 1780–1783 (Herrenhaus), um 1860 (Gutsverwalterhaus) | Herrenhaus spätbarocker Putzbau mit Putzgliederungen und Mansarddach, flache Mittelrisalite mit Dreiecksgiebeln, Gutsverwalterhaus schlichter Putzbau mit anschließendem ehemaligem Stallteil, übrige Gebäude teils verputzt, teils ziegelsichtig oder mit Klinkergliederungen, Wohn- und Wirkungsstätte des Schriftstellers Christian Felix Weiße (1726–1804), ortsgeschichtliche, baugeschichtliche, kulturgeschichtliche und städtebauliche (ortsbildprägende) Bedeutung | 09264960 |
| Direkt Bild zu diesem Denkmal hochladen | Sachgesamtheit Rittergut Stötteritz unterer Teil, mit folgenden Einzeldenkmalen: Herrenhaus, Verwalterhaus, zwei Scheunen, Stallgebäude, Remise, Brunnenschacht und Einfriedung mit Toreinfahrt (siehe Einzeldenkmalliste Obj. 09264960) sowie Gutspark | Oberdorfstraße 15; 15a (Karte)                                                   | 17. Jh. (Rittergut), 1780–1783 (Herrenhaus), um 1790 (Gutspark) | eine der wenigen fast vollständig erhaltenen Rittergutsanlagen im Leipziger Stadtgebiet, Besonderheit von zwei Rittergütern in Stötteritz (Rittergut oberer Teil 1908 abgebrochen), Gutspark mit Teich, Kastanienallee, Resten der alten Grenzhecke, Wegenetz und altem Gehölzbestand, Ende des 18. Jahrhunderts unter dem Besitzer Christian Felix Weiße (1726–1804) zu englischem Landschaftsgarten entwickelt und infolge der Aufforstung um 1900 heute als »Stötteritzer Wäldchen« bezeichnet, ortsgeschichtliche, kulturgeschichtliche, baugeschichtliche, gartengeschichtliche und städtebauliche (ortsbildprägende) Bedeutung | 09304595 |
|                                         | Mietshaus in halboffener Bebauung | Oberdorfstraße 16 (Karte)                                                        | 1888 (Mietshaus) | historistischer Putzbau mit zurückhaltender Putzgliederung, Tordurchfahrt, ortsentwicklungsgeschichtliche und baugeschichtliche Bedeutung | 09264961 |
|                                         | Mietshaus in geschlossener Bebauung | Oberdorfstraße 18 (Karte)                                                        | 1888 (Mietshaus) | mit Hausdurchgang und ehemals mit Laden, historisierende Putzfassade, farbig geätzter Verglasung im Oberlicht der Haustür, baugeschichtlich von Bedeutung | 09264962 |
|                                         | Mietshaus in geschlossener Bebauung | Oberdorfstraße 19 (Karte)                                                        | 1906 (Mietshaus) | ansprechend gegliederte Putzfassade in Jugendstilformen, Tordurchfahrt, ortsentwicklungsgeschichtliche und baugeschichtliche Bedeutung | 09264963 |
|                                         | Mietshaus in halboffener Bebauung | Oberdorfstraße 20a (Karte)                                                       | bezeichnet 1902 (Mietshaus) | Klinkerfassade in Formen des ausgehenden Historismus, Kunststeingliederungen, Laden, ortsentwicklungsgeschichtliche und baugeschichtliche Bedeutung | 09264965 |
| Weitere Bilder                          | Mietshaus in halboffener Bebauung | Oberdorfstraße 21 (Karte)                                                        | 1896 (Mietshaus) | späthistoristische Klinkerfassade mit reicher Kunststeingliederung, ortsentwicklungsgeschichtliche und baugeschichtliche Bedeutung | 09264966 |
|                                         | Mietshaus in halboffener Bebauung | Oberdorfstraße 26 (Karte)                                                        | 1911 (Mietshaus) | Putzfassade im Reformstil um 1910, Kunststeingliederungen, Zwerchgiebel, ortsentwicklungsgeschichtliche und baugeschichtliche Bedeutung | 09264969 |
|                                         | Doppelmietshaus in halboffener Bebauung | Oberdorfstraße 28a; 28b (Karte)                                                  | 1903 (Doppelmietshaus) | Klinkerfassade in den Formen des ausgehenden Historismus, Kunststeingliederungen, Tordurchfahrt, ortsentwicklungsgeschichtliche und baugeschichtliche Bedeutung | 09264970 |
| Weitere Bilder                          | Wohnhaus in offener Bebauung, mit seitlicher Toreinfahrt | Oberdorfstraße 33 (Karte)                                                        | 1860 (Wohnhaus) | giebelständiger eingeschossiger Putzbau, Zeugnis der Ortsbebauung in vorindustrieller Zeit, heimatgeschichtliche und baugeschichtliche Bedeutung | 09264972 |
| Weitere Bilder                          | Mietshaus in geschlossener Bebauung | Oberdorfstraße 35 (Karte)                                                        | 1911 (Mietshaus) | Putzbau im Reformstil um 1910, Erdgeschoss mit Kunststeinverkleidung, Tordurchfahrt und ehemals Laden, Obergeschosse mit Putzgliederungen, durch Zwerchgiebel abgeschlossener Mittelrisalit, ortsentwicklungsgeschichtliche und baugeschichtliche Bedeutung | 09264973 |
| Weitere Bilder                          | Mietshaus in halboffener Bebauung | Oberdorfstraße 37 (Karte)                                                        | 1912 (Mietshaus) | Putzfassade im Reformstil um 1910, Putz- und Kunststeingliederungen, Tordurchfahrt, ortsentwicklungsgeschichtliche und baugeschichtliche Bedeutung Denkmaltext Das Mietshaus entstand 1912 im Auftrag August Richters nach den Plänen von Alfred Nitzschke. Bemerkenswerterweise kam die letzte Fassung der Entwürfe unter Einflussnahme des Stadtbaudirektors Hans Strobel zustande, der eine moderne Fassadengestaltung forderte. Diese äußert sich in der klaren und großzügigen Aufteilung sowie dem zurückhaltenden Einsatz von Dekor. In der Betonung von Horizontalen und Vertikalen ist Ausgewogenheit erzielt. Spannung erhält das Fassadenbild durch die asymmetrische Anordnung der Fensterachsen, des Torweges und der flachen Vorlagen im dritten und vierten Obergeschoss. Der Schmuck beschränkt sich auf die Kartusche mit Zopfdekor über der Durchfahrt und Putzspiegel unter und zwischen den Fenstern. Das Gebäude verweist auf die im späten 19. Jh. beginnende und schließlich prägende Entwicklung von Stötteritz vom Dorf zum Stadtteil, hierdurch erlangt es einen ortsentwicklungsgeschichtlichen Aussagewert. Zudem ist es ein Zeugnis der Mietshausarchitektur im frühen 20. Jh., wodurch es auch baugeschichtliche Bedeutung hat. LfD/2013 | 09264974 |
| Direkt Bild zu diesem Denkmal hochladen | Keller und Außentreppen eines Wohnhauses, ursprünglich auch Mädchenschule, später Gärtnerei Stötteritz | Oberdorfstraße 45 (Karte)                                                        | Um 1780 | Barocker Putzbau, hölzerne Fenstergewände, bau-, orts- und sozialgeschichtlich von Bedeutung, das Gebäude eines der ältesten in der alten Ortslage Stötteritz, ehemals auch Remise | 09264975 |
|                                         | Wohnhaus in offener Bebauung, mit Einfriedung und Garten | Obere Eichstädtstraße 1 (Karte)                                                  | um 1930 (Wohnhaus) | Putzbau in traditionellen, teils vom Art déco beeinflussten Formen der Zeit um 1930, akzentuierende Klinkergliederungen und Eckerker, ortsentwicklungsgeschichtliche und baugeschichtliche Bedeutung | 09264976 |
|                                         | Doppelmietshaus in offener Bebauung | Obere Eichstädtstraße 2; 4 (Karte)                                               | um 1930 (Doppelmietshaus) | einfacher Putzbau mit Klinkersockel und Klinkerrahmungen an den Hauseingängen, Ergänzungsbau für die als Stiftung der Professoren der Universität errichteten Wohnanlage Marienhöhe (siehe Ludolf-Colditz-Straße 22, 24, 26, 28), ortsentwicklungsgeschichtliche und sozialgeschichtliche Bedeutung | 09264977 |
| Weitere Bilder                          | Villa mit Vorgarten | Obere Eichstädtstraße 3 (Karte)                                                  | bezeichnet 1906 (Villa) | abwechslungsreich gegliederter Putzbau im Reformstil um 1910, am Eingangsvorbau Putzkartusche mit Datierung, ortsentwicklungsgeschichtliche und baugeschichtliche Bedeutung | 09262443 |
| Direkt Bild zu diesem Denkmal hochladen | Wohnhaus mit Garten | Obere Eichstädtstraße 5 (Karte)                                                  | 1916–1917 (Wohnhaus) | Putzbau in den traditionellen Formen um 1930, prägendes Mansarddach, Teil des Stötteritzer Villengebiets, ortsentwicklungsgeschichtlich von Bedeutung Denkmaltext Hugo Seiler, Direktor eines Zeitschriftenverlages in Leipzig, beantragte im Juni 1916 die Errichtung eines Landhauses. „Wegen der Schwierigkeiten und wegen der Teuerung im Baugewerbe“ war statt eines Massivbaus die Aufstellung eines zerlegbaren Holzhauses vorgesehen. Das von Architekt Otto Meienberg aus Weißenfels entworfene Haus war durch Patent mit deutschem Reichsgesetzmuster 550482 geschützt. Es entstand quasi ein Fachwerkbau mit Luftisolierung zwischen harten unbrennbaren Wandplatten, die als Hart-Gips-Platten mit Drahteinlage hergestellt wurden. Meienberg übernahm Ausführung und Bauleitung, erhielt Unterstützung von R. Köber. Vom 3. September 1917 datiert der Antrag zur Schlussabnahme. 1920 kam ein ungenehmigter Anbau zur Ausführung, der 1968 wegen Baufälligkeit wieder beseitigt wurde. Für 1922 ist eine Vergrößerung von Küche und Veranda durch den Grundstücksbesitzer, Herrn Kaufmann Carl Conradi, aktenkundig und 1924 führte Karl Schneeweiß weitere kleine Umbauarbeiten durch. Pläne der Architekten Willy Kögler aus dem Jahr 1935 für ein Zweifamilienhaus kamen nicht zur Ausführung, stattdessen die Einrichtung einer Wohnung im Anbau 1936. Das eingeschossige Wohngebäude mit Verandaanbau besitzt ein Mansardwalmdach, erhielt Akzentuierungen durch Klappläden an den Fenstern und eine harmonische Fensterteilung. Infolge der Veränderungen in den 1920er Jahren und neuerer Sanierungsarbeiten ist das ehemals sehr malerische Fassadenbild des Hauses etwas verändert, der baugeschichtliche Wert basiert insbesondere auf dem Zeugniswert als einem Fertigteilhaus aus der Zeit des Ersten Weltkrieges. LfD/2015, 2016 | 09264978 |
|                                         | Wohnhaus mit Vorgarten | Obere Eichstädtstraße 7 (Karte)                                                  | um 1915 (Wohnhaus) | Putzbau im Reformstil um 1910/15, erkerariger Mittelrisalit mit gebrochener Haube, zurückhaltende Putzgliederungen, ortsentwicklungsgeschichtliche und baugeschichtliche Bedeutung | 09262442 |
|                                         | Wohnhaus in offener Bebauung, mit Einfriedung und Hausgarten | Obere Eichstädtstraße 9 (Karte)                                                  | um 1930 (Wohnhaus) | architektonisch interessanter Putzbau mit gestalterischen Elementen des Neuen Bauens, Eckfenster mit Klinkerpfosten, turmartiger Eckerker, hohes Walmdach, großes Gartengelände mit altem Gehölzbestand, durch Terrasse mit Steingarten Verbindung zum Haus, ortsentwicklungsgeschichtliche, baugeschichtliche und baukünstlerische sowie gartengeschichtliche Bedeutung | 09264979 |
|                                         | Mietshaus in geschlossener Bebauung | Oschatzer Straße 1 (Karte)                                                       | 1910 (Mietshaus) | Putzfassade im Reformstil um 1910, Putzgliederungen, ortsentwicklungsgeschichtliche und baugeschichtliche Bedeutung | 09264980 |
|                                         | Fabrikgebäude (unter zwei Hausnummern) | Oschatzer Straße 2; 4 (Karte)                                                    | 1912 (Druckerei und Kontor) | ehemalige Druckerei, Klinker-Putz-Fassade im Reformstil um 1910, kolossale Pilastergliederung und stiltypischer Putzdekor, Seitenrisalite und vielteilige Dachausbauten, an der Oschatzer Straße gelegener Mittelbau einer Fabrikanlage über u-förmigen Grundriss (die nördlich und südlich stehenden Gebäudeteile, Oschatzer Straße 6/8 und Melscherstraße 7, ohne Denkmalwert), ortsentwicklungsgeschichtliche, baugeschichtliche und industriegeschichtliche Bedeutung | 09263155 |
|                                         | Mietshaus in geschlossener Bebauung | Oschatzer Straße 3 (Karte)                                                       | 1910 (Mietshaus) | Putzfassade im Reformstil um 1910, Putzgliederungen und akzentuierender Putzdekor, Mittenbetonung durch flache Vorlage, ortsentwicklungsgeschichtliche und baugeschichtliche Bedeutung | 09264981 |
|                                         | Mietshaus in geschlossener Bebauung | Oschatzer Straße 5 (Karte)                                                       | 1910 (Mietshaus) | Putzfassade im Reformstil um 1910, Putzgliederungen, gestalterisch Oschatzer Straße 1 entsprechend, ortsentwicklungsgeschichtliche und baugeschichtliche Bedeutung | 09264982 |
| Weitere Bilder                          | Mietshaus in geschlossener Bebauung und in Ecklage | Oschatzer Straße 7 (Karte)                                                       | 1915 (Mietshaus) | Putzbau im Reformstil um 1910, Putzgliederungen und akzentuierender Putzdekor, Erker und Dachhaus zur Oschatzer Straße, zwei Erkerzonen und Loggien zur Döbelner Straße, ortsentwicklungsgeschichtliche und baugeschichtliche Bedeutung | 09264983 |
|                                         | Denkmal für die Gefallenen des 1. Weltkrieges | Oststraße 126 (Karte)                                                            | um 1920 (Kriegerdenkmal) | zur Erinnerung an die gefallenen Vereinsmitglieder des Kleingartenvereins »Flora Stötteritz«, gegr. 1902, Monolith mit Inschrifttafel, ortsgeschichtlich, zeitgeschichtlich und kulturgeschichtlich von Bedeutung | 09262875 |
|                                         | Gedenkstein | Oststraße 177 (Karte)                                                            | um 1930 (Gedenkstein) | zur Erinnerung an das Fußballspiel 1927 zwischen Auswahl der Sowjetunion und deutscher Arbeitersport-Nationalmannschaft im Südoststadion, zeitgeschichtliche Bedeutung | 09262876 |
|                                         | Mietshaus | Papiermühlstraße 1a (Karte)                                                      | um 1912 (Mietshaus) | Mietshaus in ehemals geschlossener Bebauung in Ecklage Thonberger Straße; Putzfassade | 09299284 |
|                                         | Mietshaus in geschlossener Bebauung | Papiermühlstraße 2 (Karte)                                                       | um 1885 (Mietshaus) | historistische Putzfassade mit Putz- und Steingliederungen sowie Stuckdekor, Läden, ortsentwicklungsgeschichtliche und baugeschichtliche Bedeutung | 09262389 |
|                                         | Mietshaus in geschlossener Bebauung | Papiermühlstraße 4 (Karte)                                                       | um 1885 (Mietshaus) | historistische Putzfassade mit Putz- und Steingliederungen sowie Stuckdekor, Tordurchfahrt und Laden, ortsentwicklungsgeschichtliche und baugeschichtliche Bedeutung | 09262388 |
|                                         | Mietshaus in geschlossener Bebauung und Hinterhaus | Papiermühlstraße 6 (Karte)                                                       | 1895–1896 (Mietshaus), 1895–1896 (Hinterhaus) | ortsentwicklungsgeschichtliche und baugeschichtliche Bedeutung Denkmaltext Im August 1895 wurde der Bauantrag für ein Vorder- und Hintergebäude durch den Maurermeister F. Ferdinand Itzinger gestellt. Der straßenseitige Bau mit Durchfahrt und Laden, Putzfassade und Ziegeldach kam bis April 1896 zur Ausführung, das Hinterhaus nebst einem kleinen Seitengebäude bis Oktober des Jahres. 1911 wurden zwei Läden durch Baumeister Ruppe für Auguste Henriette verw. Itzinger geb. Lindner in Vertretung von Franz Itzinger eingebaut. Das heutige Erscheinungsbild des Hauses geht auf die komplexe Umgestaltung unter dem Inhaber des Schuhwarenhauses Franz Walther, Herrn Arthur Klein, im Jahr 1939 zurück. Das Baugeschäft der Maurer- und Zimmermeister Oertel & Uhlemann zog für statische Berechnungen im Bezug auf den Ladenumbau die Fa. Franz Mosenthin zu Rate: „Die Schaufensteranlage wird modern … gestaltet und die Fassade erhält bis zum Architraph über dem Erdgeschoss Travertin-Verkleidung. Ab dieser Verkleidung werden der jetzt vorhandene Putz, Fensterverdachungen, Konsole usw. abgeschlagen. Die Gewände werden steinmetzmäßig neu bearbeitet und als Bänder um die Fenster glatt herumgeführt. Die Fassadenflächen mit Edelputz Feinkorn in der Farbe zum Travertin passend geputzt.“ Aus der ehemals historistischen, axialsymmetrisch konzipierten Fassade wurde nunmehr eine neue Schaufassade mit eigenem zeittypischen Charakter geschaffen (selten in dieser Konsequenz in den eingemeindeten Leipziger Ortsteilen zu finden). Im Inneren sind Teile der Ausstattung aus der Erbauungszeit erhalten. Sanierung beider Gebäude 2004–2005 sowie 2013 (Dachneudeckung). Das Hofgebäude ist seiner Ausstattung fast vollständig beraubt und wird nur als Nebenanlage geführt. Baugeschichtlicher Wert. LfD/2014 | 09264986 |
|                                         | Mietshaus in geschlossener Bebauung | Papiermühlstraße 7 (Karte)                                                       | 1901–1902 (Mietshaus) | Klinkerfassade in vorwiegend späthistoristischen Formen, Kunststein- und Klinkergliederungen, seitliches Dachhaus, Laden, ortsentwicklungsgeschichtliche und baugeschichtliche Bedeutung | 09264987 |
|                                         | Mietshaus in geschlossener Bebauung | Papiermühlstraße 8 (Karte)                                                       | um 1885 (Mietshaus) | historistische Putzfassade mit Stein- und Putzgliederungen sowie Stuckdekor, Tordurchfahrt und Laden, ortsentwicklungsgeschichtliche und baugeschichtliche Bedeutung | 09262387 |
|                                         | Mietshaus in geschlossener Bebauung und in Ecklage | Papiermühlstraße 9 (Karte)                                                       | bezeichnet 1900 (Mietshaus) | Klinkerfassade in reichen späthistoristischen Formen, Klinker- und Kunststeingliederungen, Läden, abgeschrägte Ecke, ortsentwicklungsgeschichtliche und baugeschichtliche Bedeutung | 09264988 |
|                                         | Mietshaus in geschlossener Bebauung | Papiermühlstraße 10 (Karte)                                                      | 1905 (Mietshaus) | Klinkerfassade in Formen des ausklingenden Historismus und Jugendstils, Klinker- und Kunststeingliederungen, Hausdurchgang und ehemals Laden, ortsentwicklungsgeschichtliche und baugeschichtliche Bedeutung | 09264989 |
|                                         | Mietshaus in geschlossener Bebauung | Papiermühlstraße 10a (Karte)                                                     | 1905 (Mietshaus) | Klinkerfassade in Formen des ausklingenden Historismus, Kunststeingliederungen, Läden, ortsentwicklungsgeschichtliche Bedeutung | 09264991 |
|                                         | Mietshaus in geschlossener Bebauung mit Läden | Papiermühlstraße 10b (Karte)                                                     | um 1905 (Mietshaus) | Putz-Klinker-Fassade in Formen des ausklingenden Historismus, Kunststeingliederungen, ortsentwicklungsgeschichtliche und baugeschichtliche Bedeutung | 09294797 |
|                                         | Mietshaus in geschlossener Bebauung | Papiermühlstraße 11 (Karte)                                                      | um 1890 (Mietshaus) | späthistoristische Klinkerfassade mit Kunststein- und Klinkergliederungen sowie Stuckdekor, ehemals mit Laden, ortsentwicklungsgeschichtliche und baugeschichtliche Bedeutung | 09262390 |
|                                         | Mietshaus in geschlossener Bebauung | Papiermühlstraße 12 (Karte)                                                      | 1905 (Mietshaus) | Klinkerfassade in Formen des ausgehenden Historismus, Kunststeingliederungen, Läden, ortsentwicklungsgeschichtliche Bedeutung | 09264992 |
|                                         | Mietshaus in ehemals geschlossener Bebauung | Papiermühlstraße 12a (Karte)                                                     | um 1905 (Mietshaus) | Putz-Klinker-Fassade in Formen des Späthistorismus und Jugendstils, Putz- und Kunststeingliederungen, Läden, ortsentwicklungsgeschichtliche und baugeschichtliche Bedeutung | 09264990 |
|                                         | Mietshaus in geschlossener Bebauung | Papiermühlstraße 13 (Karte)                                                      | um 1900 (Mietshaus) | späthistoristische Klinkerfassade mit Sandstein- und Klinkergliederungen, ortsentwicklungsgeschichtliche und baugeschichtliche Bedeutung | 09264993 |
|                                         | Mietshaus in ehemals geschlossener Bebauung | Papiermühlstraße 15 (Karte)                                                      | 1898 bezeichnet (Mietshaus) | späthistoristische Klinkerfassade mit Klinker- und Sandsteingliederungen, Tordurchfahrt, ortsentwicklungsgeschichtliche und baugeschichtliche Bedeutung | 09264994 |
|                                         | Mietshaus in halboffener Bebauung und in Ecklage | Papiermühlstraße 18 (Karte)                                                      | 1893–1894 (Mietshaus) | späthistoristische Putzfassade mit Putz- und Kunststeingliederungen sowie üppigem Stuckdekor (vgl. Papiermühlstraße 20), Tordurchfahrt und Laden, ortsentwicklungsgeschichtliche und baugeschichtliche Bedeutung | 09264995 |
|                                         | Mietshaus in geschlossener Bebauung | Papiermühlstraße 20 (Karte)                                                      | 1890 (Mietshaus) | späthistoristische Putzfassade mit Putz- und Kunststeingliederungen sowie Stuckdekor (vgl. Papiermühlstraße 18), Tordurchfahrt und Laden, ortsentwicklungsgeschichtliche und baugeschichtliche Bedeutung | 09264996 |
|                                         | Mietshaus in geschlossener Bebauung | Papiermühlstraße 22 (Karte)                                                      | 1912–1913 (Mietshaus) | ansprechende Putzfassade im Reformstil um 1910, Putz- und Kunststeingliederungen, zwei Erker mit abgeschrägten Seiten, einer mit Schaugiebel bekrönt, seitlicher Dachausbau, ortsentwicklungsgeschichtliche und baugeschichtliche Bedeutung | 09264998 |
|                                         | Mietshaus in geschlossener Bebauung | Papiermühlstraße 22a (Karte)                                                     | um 1910 (Mietshaus) | Klinkerfassade im Reformstil um 1910, Kunststeingliederungen, Seitenrisalit mit Giebelabschluss, Tordurchfahrt und Laden, ortsentwicklungsgeschichtliche und baugeschichtliche Bedeutung | 09299285 |
|                                         | Mietshaus in ehemals geschlossener Bebauung | Papiermühlstraße 23 (Karte)                                                      | 1910/1915 (Mietshaus) | aufwändige Klinkerfassade im Reformstil um 1910, Kunststeingliederungen, Doppelerker, seitlich verschobenes Dachhaus, Hausdurchgang und Läden, ortsentwicklungsgeschichtliche und baugeschichtliche Bedeutung | 09263000 |
|                                         | Mietshaus in geschlossener Bebauung | Papiermühlstraße 24 (Karte)                                                      | 1910 (Mietshaus) | Klinkerfassade mit historisierenden Nachklängen und Jugendstilformen, aufwändige Kunststeingliederungen, kartuschengeschmückter Schaugiebel, ehemals Läden, ortsentwicklungsgeschichtliche und baugeschichtliche Bedeutung | 09263001 |
|                                         | Mietshaus in geschlossener Bebauung | Papiermühlstraße 24a (Karte)                                                     | 1910 (Mietshaus) | Putzfassade im Reformstil um 1910, im Detail auch Jugendstilformen, Putz- und Kunststeingliederungen, Laden, ortsentwicklungsgeschichtliche und baugeschichtliche Bedeutung | 09263002 |
|                                         | Mietshaus in geschlossener Bebauung | Papiermühlstraße 24b (Karte)                                                     | 1910 (Mietshaus) | Putzfassade in vorwiegend späthistoristischen Formen, Putz- und Kunststeingliederungen, teils Jugendstildekor, Laden, ortsentwicklungsgeschichtliche und baugeschichtliche Bedeutung | 09263003 |
|                                         | Mietshaus in geschlossener Bebauung | Papiermühlstraße 25 (Karte)                                                      | um 1895 (Mietshaus) | reiche späthistoristische Putzfassade mit Putz- und Kunststeingliederungen sowie Stuckdekor, Läden, ortsentwicklungsgeschichtliche und baugeschichtliche Bedeutung | 09263004 |
|                                         | Mietshaus in geschlossener Bebauung und in Ecklage | Papiermühlstraße 26 (Karte)                                                      | um 1910 (Mietshaus) | Putzfassade im Reformstil um 1910, Putzgliederungen, Akzentuierung durch angedeutete Erker, darüber Schaugiebel, Eckladen, ortsentwicklungsgeschichtliche und baugeschichtliche Bedeutung | 09263005 |
|                                         | Mietshaus in halboffener Bebauung in Ecklage | Papiermühlstraße 28 (Karte)                                                      | 1906–1909 (Mietshaus) | mit Eckladen, Putzfassade, später Jugendstilbau in exponierter Ecklage, baugeschichtliche Bedeutung | 09299627 |
|                                         | Mietshaus in halboffener Bebauung | Papiermühlstraße 30 (Karte)                                                      | um 1910 (Mietshaus) | Putzfassade im Reformstil um 1910, Putz- und Kunststeingliederungen, Laden, ortsentwicklungsgeschichtliche und baugeschichtliche Bedeutung | 09262345 |
|                                         | Mietshaus in geschlossener Bebauung | Papiermühlstraße 30a (Karte)                                                     | um 1900 (Mietshaus) | Klinkerfassade mit Kunststeingliederungen in schweren Formen des ausklingenden Historismus, Tordurchfahrt, ortsentwicklungsgeschichtliche und baugeschichtliche Bedeutung | 09263006 |
|                                         | Mietshaus in geschlossener Bebauung mit Hinterhaus | Papiermühlstraße 32 (Karte)                                                      | um 1895 (Mietshaus) | späthistoristische Klinkerfassade mit Klinker- und Steingliederungen, Tordurchfahrt und Laden, Hinterhaus Putzbau mit Putzgliederungen, ortsentwicklungsgeschichtliche und baugeschichtliche Bedeutung | 09263007 |
|                                         | Mietshaus in geschlossener Bebauung | Papiermühlstraße 34 (Karte)                                                      | um 1905 (Mietshaus) | Putzfassade im Jugendstil mit historistischen Nachklängen, Sandsteingliederungen, durch Fachwerkgiebel bekrönter Seitenrisalit, ehemals Laden, ortsentwicklungsgeschichtliche und baugeschichtliche Bedeutung | 09263008 |
|                                         | Mietshaus in geschlossener Bebauung | Papiermühlstraße 35 (Karte)                                                      | um 1905 (Mietshaus) | Klinkerfassade in Jugendstilformen, Klinker- und Kunststeingliederungen, Laden, ortsentwicklungsgeschichtliche und baugeschichtliche Bedeutung | 09263009 |
| Direkt Bild zu diesem Denkmal hochladen | Mietshaus in geschlossener Bebauung | Papiermühlstraße 36 (Karte)                                                      | um 1900 (Mietshaus) | späthistoristische Klinkerfassade mit Kunststein- und Klinkergliederungen, Hausdurchgang und Laden, ortsentwicklungsgeschichtliche Bedeutung | 09263010 |
|                                         | Mietshaus in geschlossener Bebauung und in Ecklage | Papiermühlstraße 37 (Karte)                                                      | 1909 (Mietshaus) | Klinker-Putz-Fassade im Übergang vom Jugendstil zur Reformstilarchitektur, Läden, markanter Eckbau von ortsentwicklungsgeschichtlicher und baugeschichtlicher Bedeutung Denkmaltext Im Übergang zwischen Jugendstil und Reformstilarchitektur entstand der markante Eckbau zur Unteren Eichstädtstraße nach Entwurf von Architekt Richard Müller, der auch die Ausführung übernahm. Als Bauherr zeichnete Baumeister Hermann Robert Brähne. Das Grundstück war 1837 mit einem Wohnhaus für die Eheleute Heinrich Wilhelm und Johanna Louis Delitzsch bebaut worden, nun erfolgte im Jahr 1909 der Neubau eines Mietshauses im geschlossenen Quartier. Für die Fassadenausbildung war gelber Klinkerrohbau und Putzmanier vorgesehen. Akzente setzen der Kastenerker an der verbrochenen Ecke und zwei vierachsige Zwerchhäuser an den Seitenkanten. Mit Reliefdekor versehene Lisenen gliedern die breiten Fassaden. Die Ausstattung teilweise erhalten, u. a. Dekorwandfliesen im Eingangsbereich, Wohnungseingangstüren und Treppenhausfenster mit Resten farbiger Bleiverglasung. Erste Sanierungsarbeiten und Balkonanbau 1991/1992 sowie weiterführende Sanierung mit Dachgeschossausbau 1994/1995. Ortsteilentwicklungsgeschichtlicher Wert und stadtbildgestaltende Bedeutung. LfD/2011 | 09303461 |
|                                         | Fassade und Dach eines Mietshauses in geschlossener Bebauung | Papiermühlstraße 38 (Karte)                                                      | 1887–1888 (Mietshaus) | historistische Putzfassade mit Stuckdekor, ortsentwicklungsgeschichtliche Bedeutung Denkmaltext Am 29. April 1887 reichte der in Stötteritz ansässige Notendrucker Emil Immanuel Moritz Isaak den Bauantrag für ein Wohn- sowie ein kleines Waschhausgebäude ein, unterschrieben waren die Pläne zudem von Bauunternehmer Böhme. Das Bau-Revisions-Protokoll trägt als Datum den 4. April 1888. Der schlichte gründerzeitliche Putzbau hat einen symmetrischen Fassadenaufbau bei leichter Betonung der Mittelachse, hier ist auch der Hauseingang angeordnet. Geradezu pittoresk wirkt die flächig konzipierte Putzfassade mit dezentem Stuckdekor, kleinen Konsolen und wenig vorstehenden Sohlbänken und Verdachungen. Ein Bauantrag zum Ende des Jahres 2004 zog den teilweisen Abbruch des stark vernachlässigten und notgesicherten Gebäudes unter Erhaltung der weiterhin denkmalgeschützten Fassade sowie den Ausbau des Dachgeschosses nach sich. Im Inneren dabei die umfassende Neuaufteilung der Wohnbereiche. Mit der Erhaltung des Baukörpers und der Fassade ist der geschlossene Straßenzug weiterhin in seiner historischen Struktur erlebbar, das einheitlich wirkende Ensemble mit den nur etwas später errichteten Nachbarhäusern augenscheinlich. Baugeschichtliche, ortsentwicklungsgeschichtliche Bedeutung, zudem straßenbildgestaltende Funktion. LfD/2006 | 09300191 |
|                                         | Mietshaus in geschlossener Bebauung | Papiermühlstraße 39 (Karte)                                                      | 1910 (Mietshaus) | Putzfassade zwischen Jugend- und Reformstil um 1910, Putz- und Kunststeingliederungen, ortsentwicklungsgeschichtliche und baugeschichtliche Bedeutung | 09263012 |
|                                         | Mietshaus in geschlossener Bebauung | Papiermühlstraße 40 (Karte)                                                      | um 1880 (Mietshaus) | historistische Putzfassade mit Sandstein- und Stuckgliederungen, Tordurchfahrt und ehemals Laden, ortsentwicklungsgeschichtliche und baugeschichtliche Bedeutung | 09263011 |
|                                         | Mietshaus in geschlossener Bebauung | Papiermühlstraße 41 (Karte)                                                      | 1911 (Mietshaus) | Putzfassade im ausklingenden Jugendstil mit Putz- und Kunststeingliederungen, ortsentwicklungsgeschichtliche Bedeutung Denkmaltext Ein auf dem Grundstück der Höppnerschen Erben stehendes, seit Oktober 1905 nicht mehr bewohntes eingeschossiges Wohnhaus wurde Ende 1907 nebst der Holzställe durch Bauunternehmer Ernst Skuhr abgebrochen. Im Februar 1911 erging Bauantrag für ein Mietshaus mit vornehm wirkender Terranova-Fassade durch den Bauunternehmer August Franz Rabe, der selbst auch Bauleitung und Ausführung übernahm. Die umfassende Sanierung mit umgreifendem Dachgeschossumbau und Balkonanbau erfolgte 1997/1998. Hinter einer recht unauffällig dekorierten Putzfassade des ausklingenden Jugendstils hat sich die reiche Innenausstattung weitgehend erhalten. Ortsbaugeschichtlicher Wert. LfD/2012 | 09304064 |
|                                         | Mietshaus in halboffener Bebauung | Papiermühlstraße 42 (Karte)                                                      | 1880 (Mietshaus) | historistische Putzfassade mit Stuck- und Kunststeingliederung, Hausdurchgang und ehemals Laden, ortsentwicklungsgeschichtliche und baugeschichtliche Bedeutung | 09263013 |
|                                         | Mietshaus in geschlossener Bebauung | Papiermühlstraße 43 (Karte)                                                      | 1905 (Mietshaus) | Klinkerfassade in Jugendstilformen, Kunststeingliederungen, ortsentwicklungsgeschichtliche und baugeschichtliche Bedeutung | 09263014 |
|                                         | Mietshaus in offener Bebauung mit Vorgarten | Papiermühlstraße 45 (Karte)                                                      | um 1870 (Mietshaus) | vorstädtisch geprägter Putzbau, Zeugnis der vorindustriellen Ortsbebauung, ortsentwicklungsgeschichtliche und baugeschichtliche Bedeutung | 09263015 |
|                                         | Wohnhaus in offener Bebauung | Papiermühlstraße 47 (Karte)                                                      | 18. Jh. (Wohnhaus) | Lehmbau mit Fachwerk, ehemals Brunnen unterm Haus, seltenes Zeugnis der historischen Ortsbebauung in vorindustrieller Zeit, ortsentwicklungsgeschichtliche und baugeschichtliche Bedeutung | 09263016 |
|                                         | Mietshaus in geschlossener Bebauung | Papiermühlstraße 55 (Karte)                                                      | um 1935 (Mietshaus) | Putzfassade in gemäßigt modernen Formen um 1935, mit schlichter Putzgliederung und breitem Kastenerker (vgl. Papiermühlstraße 55a), Tordurchfahrt, ortsentwicklungsgeschichtliche und baugeschichtliche Bedeutung | 09262343 |
|                                         | Mietshaus in halboffener Bebauung | Papiermühlstraße 55a (Karte)                                                     | um 1935 (Mietshaus) | Putzfassade in gemäßigt modernen Formen um 1935, mit schlichter Putzgliederung (vgl. Papiermühlstraße 55), ortsentwicklungsgeschichtliche und baugeschichtliche Bedeutung | 09262344 |
|                                         | Mietshaus in halboffener Bebauung | Papiermühlstraße 63 (Karte)                                                      | um 1900 (Mietshaus) | späthistoristische Klinkerfassade mit Kunststeinelementen, Hausdurchgang, ortsentwicklungsgeschichtliche und baugeschichtliche Bedeutung | 09294796 |
|                                         | Mietshaus in geschlossener Bebauung | Papiermühlstraße 65 (Karte)                                                      | um 1900 (Mietshaus) | Klinkerfassade in Formen des späten Historismus mit Jugendstileinschlag, Kunststeinelemente, Hausdurchgang und ehemals Laden, ortsentwicklungsgeschichtliche Bedeutung | 09294834 |
|                                         | Mietshaus in geschlossener Bebauung | Papiermühlstraße 65a (Karte)                                                     | um 1900 (Mietshaus) | späthistoristische Klinkerfassade mit Kunststein- und Klinkergliederungen, Tordurchfahrt und Laden, ortsentwicklungsgeschichtliche und baugeschichtliche Bedeutung | 09294833 |
|                                         | Mietshaus in halboffener Bebauung | Papiermühlstraße 67 (Karte)                                                      | um 1905 (Mietshaus) | Klinkerfassade in späthistoristischen Formen mit Jugendstileinschlag, ortsentwicklungsgeschichtliche und baugeschichtliche Bedeutung | 09294787 |
|                                         | Reihenhaus, mit Vorgärten und Einfriedung | Paulinerweg 1; 3; 5; 7; 9 (Karte)                                                | 1931–1932 (Reihenhaus), 1931–1932 (Einfriedung) | Putzbau in gemäßigt modernen Formen um 1930, Klinkergliederungen, Eckbetonung durch großes Farbglasfenster, ortsentwicklungsgeschichtliche und baugeschichtliche Bedeutung | 09262885 |
|                                         | Wohnhaus in offener Bebauung mit Hausgarten | Paulinerweg 25 (Karte)                                                           | 1938–1940 (Wohnhaus) | interessant gegliederter Putzbau in einer teils noch den 1920er Jahren verhafteten Formensprache, Rustikasockel, seitlich halbrunder Treppenhausvorbau, ortsentwicklungsgeschichtliche und baugeschichtliche Bedeutung | 09264805 |
|                                         | Wohnhaus in offener Bebauung, mit Vorgarten und Einfriedung | Paulinerweg 33 (Karte)                                                           | um 1935 (Wohnhaus) | Putzbau mit Putzgliederungen, gestalterisch noch an die gemäßigte Moderne um 1930 angelehnt, ortsentwicklungsgeschichtliche und baugeschichtliche Bedeutung | 09262890 |
|                                         | Wohnhaus in offener Bebauung, mit Einfriedung und Hausgarten | Paulinerweg 37 (Karte)                                                           | 1957–1958 (Wohnhaus) | Putzbau im traditionalistischen Stil, Wohnhaus des Architekten Fritz Willy Kiesshauer, baugeschichtliche und baukünstlerische sowie gartengeschichtliche und gartenkünstlerische Bedeutung Denkmaltext „Städtebaulich und architektonisch geht es um die Schließung einer Baulücke zwischen zweigeschossigen Landhausbauten“ schrieb BDA-Architekt Fritz Willy Kiesshauer in der Erläuterung zu dem im Sommer 1957 eingereichten Bauantrag für ein Einfamilienwohnhaus. Als Bauherrin trat Fridel Kiesshauer auf und für die Ausführung stand Maurermeister Adolf Kolbe aus Liebertwolkwitz unter Vertrag. Der schlichte eingeschossige Massivbau steht giebelständig zur ehemaligen Güldengossaer Straße und besitzt ein ausgebautes Dachgeschoss. Natursteine sind für den Sockel und einen Stützpfeiler am offenen Windfang verwendet worden. Im Keller befinden sich laut Planung Garage, Heizung, Waschküche – in den beiden Wohnetagen waren neben den Wohnräumen auch Büro und Arbeitsraum (Erdgeschoss) untergebracht sowie ein Atelier mit Austritt zur Gartenseite vorgesehen. Vorsatzbetonsäulen mit Sockel und zwischengespannten Drahtgeflechtgittern in Winkeleisenrahmen als Einfriedung finden sich noch zahlreich original erhalten in der gesamten Siedlung und wurden auch am Grundstück Kiesshauer verwendet. Am 18. Dezember 1958 erfolgte die Schlussprüfung des Hauses, das als selbst entworfenes Wohnhaus eines Leipziger Architekten von besonderem künstlerischem und architekturhistorischem Wert ist, die historische Ausstattung vermutlich noch in großen Teilen vorhanden. Eine Hausterrasse mit Steingarten stellt die Verbindung zum Garten her, der mit Wegesystem, Gartensitzplatz, Gehölzen und Stauden bis ins Detail im historischen Bestand erhalten ist und somit ein wichtiges Zeugnis der Haus- und Wohngartengestaltung der 1950er Jahre darstellt. Die straßenseitige Einfriedung, bestehend aus Betonsockel und -pfeilern sowie Zaunfeldern, einflügeliger Pforte und zweiflügeligem Tor aus Welldraht, rundet das denkmalwürdige Gesamtbild des Objekts ab. LfD/2013 | 09304053 |
|                                         | Doppelwohnhaus in offener Bebauung, mit Einfriedung, Vorgarten und Garten, bei Nr. 41 mit Pavillon und Pergola | Paulinerweg 39; 41 (Karte)                                                       | 1938–1939, Dreifamilienwohnhaus (Doppelwohnhaus) | Putzbau mit gekacheltem Sockel und hohem Walmdach, erkerartige Vorbauten, darüber Zwerchhäuser, Gartenpavillon und Pergola mit Pfeilern in Bruchsteinmauerwerk, baugeschichtliche und gartengeschichtliche Bedeutung | 09264806 |
|                                         | Wohnanlage (Pösnaer Straße 1, 3, 5, 7, 9 und Schlesierstraße 20) | Pösnaer Straße 1; 3; 5; 7; 9 (Karte)                                             | 1934 (Wohnanlage) | als Wohnblock errichtete Putzbauten mit Klinkergliederungen im Stil der 1920er Jahre, rückseitig Loggien, Gebäudeteil zur Schlesierstraße ein Geschoss niedriger und mit stumpfwinkligem Grundriss dem Straßenverlauf eingepasst, hier auch straßenseitig Loggien, Zeugnis des sozialen Wohnungsbaus der 1930er Jahre, ortsentwicklungsgeschichtliche und baugeschichtliche Bedeutung | 09263019 |
|                                         | Handschwengelpumpe mit Brunnenschacht und Abdeckplatte | Prager Straße - (Karte)                                                          | 1905 (Handschwengelpumpe) | Typ Großer Löwe, ortsgeschichtlich von Bedeutung | 09263032 |
|                                         | Mietshaus in halboffener Bebauung und in Ecklage | Prager Straße 165 (Karte)                                                        | 1936 (Mietshaus) | Putzbau mit verandaartigen Vorbauten und hohem Walmdach, an den Vorbauten geometrisierende Putzzeichnungen, hofseitig halbrunde Balkone, ortsentwicklungsgeschichtliche und baugeschichtliche Bedeutung | 09304646 |
|                                         | Einfriedung einer ehemaligen Ausflugsgaststätte | Prager Straße 167 (Karte)                                                        | 1929 (Einfriedung) | Einfriedung der ehemaligen Ausflugsgaststätte Napoleonstein; gemauerte und verputzte Pfeiler mit steinernen Abdeckungen, eiserne Zaunfelder, Erinnerungswert, ortsgeschichtliche Bedeutung | 09263023 |
|                                         | Villa (zeitweise Wetterdienststelle des Meteorologischen Dienstes der DDR) sowie Wetterradarturm einschließlich technischer Ausstattung | Prager Straße 169 (Karte)                                                        | 1926–1927 (Villa), 1950–2004 (Meteorologische Dienststelle), 1966 (Radarturm)                                                                                                   | Villa als ansprechend gestalteter Putzbau mit Putzgliederungen im Art déco von baugeschichtlicher und ortsentwicklungsgeschichtlicher Bedeutung, ab 1950 Wetterdienststelle und ab 1967 früheste von nur vier Wetterradarstationen des MD der DDR und mit eigens errichtetem Radarturm, von großem Zeugniswert für die Geschichte ziviler Wetterbeobachtung mittels Radartechnik, diese von zentraler Bedeutung für die meteorologische Information von Behörden, Institutionen sowie witterungsabhängigen Wirtschaftsbetrieben z.B. der Braunkohlenindustrie im Raum Leipzig-Halle, Dienstgebäude samt Radarturm zeitgeschichtlich, wirtschaftsgeschichtlich und wissenschaftsgeschichtlich relevant, Radarturm mit Radom ortsbildprägend, als frühes Exemplar einer neuen Bauaufgabe mit gestalterischen Anleihen etwa bei Wassertürmen im Stil der Neuen Sachlichkeit baugeschichtlich von Interesse, aufgrund erhaltener technischer Ausstattung auch von technikgeschichtlicher Relevanz, Seltenheitswert | 09263025 |
|                                         | Mietvilla mit Garten | Prager Straße 171 (Karte)                                                        | 1892 (Mietvilla) | malerischer Putzbau im Landhausstil, Trauf- und Giebelbereich mit Klinkerpartien, charakteristisches Freigespärre, straßenseitig Veranda und Balkon in aufwändiger Holzkonstruktion, ortsentwicklungsgeschichtliche und baugeschichtliche Bedeutung | 09263026 |
|                                         | Villa mit Vorgarten und Einfriedung | Prager Straße 173 (Karte)                                                        | bezeichnet 1898 (Villa) | repräsentativer Putzbau im Landhausstil um 1900, Gliederungen in Sandstein und Granit, Giebel und Eckerker mit reichem Blendfachwerk, straßenbildprägende Lage, ortsentwicklungsgeschichtliche und baugeschichtliche Bedeutung | 09263027 |
| Weitere Bilder                          | Betriebsanlage des Leipziger Wassernetzes, bestehend aus ins Erdreich eingelassenen Hochbehältern 1-6 mit drei Schieberhäuschen, Enteisenungsanlage mit Filteranlage, Spülbecken und zwei Ventilhäuschen, Wasserturm darin zwei Pumpen (Baujahr vor 1945 und 1957), Beamtenwohnhaus, Werkstattgebäude, Einfriedung sowie Pflasterung am Wasserturm                                                      | Prager Straße 177 (Karte)                                                        | um 1957 (Pumpe), 1957 (Pumpe), um 1893 (Filteranlage), 1893–1896, Enteisenungsanlage 1 (Wasseraufbereitungsanlage), 1896–1897, Enteisenungsanlage 2 (Wasseraufbereitungsanlage) | wichtige und frühe Anlage der städtischen Wasserversorgung mit seltener technischen Ausstattung, Wasserturm, gebaut 1906, ältester Wasserturm der Stadt Leipzig des Architekten Adolph Thiem mit einem Behälter der Firma Klönne, die Hochbauten vorwiegend in Klinkermauerwerk, überregionale stadttechnische und ortshistorische sowie stadtentwicklungsgeschichtliche und bauhistorische Bedeutung Denkmaltext Die Anlage ist im engeren Sinn kein Wasserwerk, denn hier wird seit dem letzten Drittel des 19. Jahrhunderts kein Wasser gewonnen, sondern dieses aufbereitet und gespeichert. Im Zusammenhang mit dem ersten modernen Leipziger Wasserwerk auf den Connewitzer Bauernwiesen, das am 1. Januar 1866 den Betrieb aufnahm, entstand 3,5 Kilometer entfernt auf erhöhtem Terrain in Probstheidaer Flur ein Erdbehälter in Ziegelbauweise, der den nötigen Wasserdruck im Versorgungsnetz gewährleistete. Aufgrund des stetigen Wachstums des Versorgungsnetzes und der Inbetriebnahme neuer städtischer Wasserfassungsanlagen bei Naunhof und Canitz wurden bis 1931 fünf weitere Hochbehälter errichtet, die ebenfalls mit Erdreich abgedeckt und in Stampf- bzw. Eisenbeton ausgeführt wurden. Die chemische Zusammensetzung des Naunhofer Wassers machte außerdem den Bau einer Enteisenungsanlage 1893–1896 erforderlich. Deren Pläne lieferte der Wasserbauingenieur Adolf Thiem (1836–1908), der Begründer der wissenschaftlichen Grundwasserforschung. Unmittelbar nach Fertigstellung begann man mit der Ausführung einer weiteren Enteisenungsanlage. Das dazwischen liegende Spülbecken erhielt in den 1930er Jahren eine segmentbogige Betonüberdachung. Für die „Hohe Zone Süd“, dem zweiten Leipziger Versorgungsgebiet mit hohem Wasserdruck, kam es 1905–1907 zum Bau eines Wasserturms mit einem Hängebodenbehälter der Dortmunder Firma Klönne (1500 m³ Inhalt). Die städtebaulich exponierte Lage und die aufwendige Gestaltung des Turmes erfolgten in bewusster Abstimmung mit dem gerade im Bau befindlichen Völkerschlachtdenkmal. Neben dem bildplastischen Schmuck ist in diesem Zusammenhang der Sockel aus grob bossierten Sandsteinen und der schieferverkleidete Tambour mit flankierenden Ecktürmchen anzuführen. Nach der Kriegszerstörung des Daches entstand ein wesentlich schlichteres und in seiner Höhe auf 53 Meter reduziertes Behältergeschoss, wobei man auf Pläne zurückgriff, die bereits 1940 erarbeitet worden waren. Statt des steilen, mit rotbraunen Biberschwänzen gedeckten Zeltdaches bildet nun ein wesentlich niedrigeres den Abschluss des Turmes. In einzigartiger Weise bildet die Stötteritzer Anlage ein ingenieurtechnisches und architektonisches Zeugnis für die Entwicklung der Wasserspeicherung ab dem letzten Drittel des 19. und dem beginnenden 20. Jahrhundert: Die Hochbehälter, der Wasserturm und die Funktionsgebäude zeigen exemplarisch und in seltener Dichte, mit welchen baulichen Lösungen man den Wachstumsproblemen stadttechnischer Netze begegnete, woraus die überregionale stadttechnische und ortshistorische Bedeutung der gesamten Anlage resultiert. Besonders die Situierung und Gestaltung des Wasserturms ist von stadtentwicklungsgeschichtlichem und bauhistorischem Wert. LfD/2013 | 09264726 |
| Weitere Bilder                          | Ehemaliges Gasthaus mit Einfriedung und Garten | Prager Straße 191 (Karte)                                                        | 1912–1913 (Restaurant) | repräsentativer Putzbau im Reformstil um 1910, Putzgliederungen, straßenseitig doppelläufige Freitreppe, vom »Deutschen Bund abstinenter Frauen« als alkoholfreies Restaurant gegründet und betrieben, exponierte Lage gegenüber dem Osttor des Südfriedhofs, baugeschichtliche, sozialgeschichtliche und gartenkünstlerische Bedeutung | 09263030 |